# Sytuacja prawna i społeczna osób LGBT w Polsce

Tęczowa flaga w kształcie Polski

Sytuacja prawna i społeczna osób LGBT w Polsce obejmuje kwestie związane z równouprawnieniem (lub jego brakiem) osób homoseksualnych (lesbijek i gejów), biseksualnych (kobiet i mężczyzn) oraz trans (nie-cispłciowych) w różnych aspektach polskiego prawa i w oczach społeczeństwa.
Sytuacja prawna wiąże się z takimi zagadnieniami, jak możliwość odbywania służby wojskowej, istnienie procedury umożliwiającej korektę płci, możliwość formalnego uznania związku przez osoby homoseksualne (małżeństw lub związków partnerskich) lub adopcji dziecka znajdującego się pod opieką ośrodka państwowego (sierocińca) lub pasierba (dziecka partnera) przez osobę lub związek osób LGBT.
Sytuacja społeczna wiąże się z takimi zagadnieniami, jak poziom akceptacji dla osób LGBT, skala przemocy wobec osób LGBT w społeczeństwie, ale też kultura i media związane ze społecznością osób LGBT.
Po objęciu władzy w 2015 r. przez Prawo i Sprawiedliwość Polska zaczęła spadać w corocznym rankingu ILGA Europe. W latach 2017–2019 trzykrotnie Polska zajęła przedostatnie miejsce w Unii Europejskiej, a w latach 2020–2024 zajęła ostatnie miejsce w UE. W 2025 Polska ponownie awansowała na przedostatnią lokatę w UE.

## Rys historyczny

### Przed XIX wiekiem
W 1561 r. odbył się proces żyjącego przez 10 lat w kobiecym ubraniu Wojciecha z Poznania, który poślubił Sebastiana Słodownika, żyjąc z nim przez 2 lata w Poznaniu. W tym mieście każdy z nich miał partnerkę. Po powrocie do Krakowa poślubił Wawrzyńca Włoszka. Ostatecznie Wojciech, w opinii społecznej uchodzący za kobietę, został spalony za „wykroczenia przeciw naturze”.
Badania pośmiertne generała Kazimierza Pułaskiego wskazują na to, że genetycznie mógł on być „osobą interpłciową z biologicznymi cechami kobiety”. Pułaski związany był z towarzyszem broni Kazimierzem Kozłowskim, z którym spisali wspólny testament, czyniąc się swoimi jedynymi spadkobiercami.

### XIX i XX wiek
We wprowadzonym w 1808 roku Kodeksie Napoleona nie wprowadzono karalności relacji homoseksualnych, co wyprzedzało legalizację w USA o 160 lat.
W Polsce karalność aktów homoseksualnych miała miejsce w latach 1835–1932, czyli w okresie, kiedy na ziemiach polskich obowiązywały ustawy karne zaborców. Kontakty homoseksualne zostały pominięte w kodeksie karnym z 1932 roku. Niemniej karalna pozostała prostytucja homoseksualna, którą szczególnie uwzględniono w art. 207 kodeksu karnego z 1932: Kto z chęci zysku ofiarowuje się osobie tej samej płci do czynu nierządnego, podlega karze więzienia do lat 3. W późniejszym okresie, osoby homoseksualne bywały prześladowane przez milicję, według której dochodziło do łamania prawa o „moralności publicznej”.

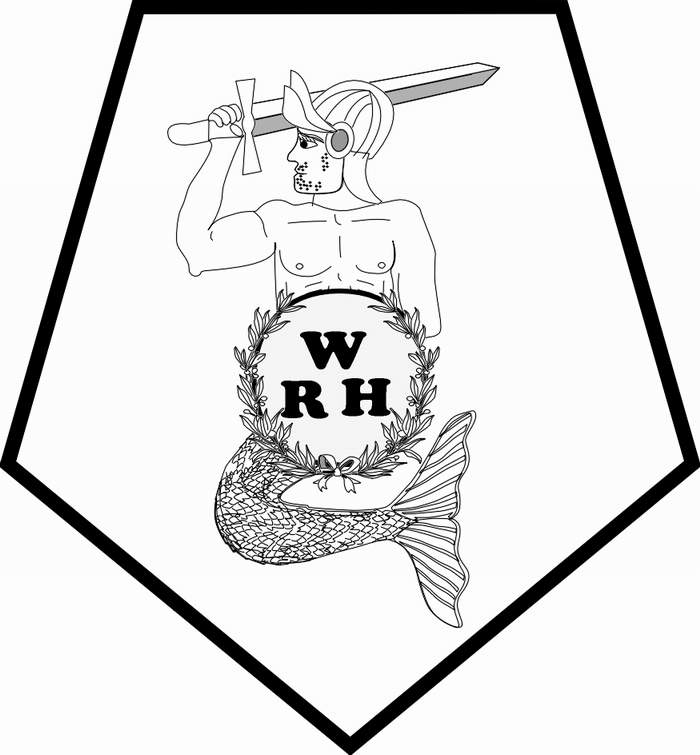
Herb Warszawskiego Ruchu Homoseksualnego.

W 1948 roku władze Polski Ludowej ustanowiły wiek osób legalnie dopuszczających się kontaktów homo- i heteroseksualnych. Od tamtej pory to 15 lat. Temat homoseksualizmu w czasach PRL przeważnie pozostawał tematem tabu. W 1959 roku Michel Foucault, ówczesny dyrektor Centrum Francuskiego przy Uniwersytecie Warszawskim, zmuszony był opuścić Polskę, co według szacunków autora Remigiusza Ryzińskiego nastąpiło w wyniku prowokacji SB dotyczącej jego homoseksualności. Z drugiej strony orientacja seksualna była uważana za naturalną i wielu homoseksualistów w latach 60. i 70. nie miała z tego powodu rozterek czy obaw. Sytuacja zaczęła się dopiero zmieniać pod koniec lat 70. i 80., z powodu zabójstw przypisywanych temu środowisku oraz sprawie Jerzego Nasierowskiego.
W 1974 roku w polskiej prasie powojennej ukazał się pierwszy artykuł o homoseksualizmie. Życie Literackie opublikowało dwuczęściowy tekst Homoseksualizm a opinia (Życie literackie, 1974, nr 17), zakończony wnioskiem: Społeczeństwo powinno zaprzestać dyskryminowania tych ludzi.
Temat ten był też szeroko omawiany w literaturze („Wysypy niezbyt samotne” Ryszarda Zielińskiego, „Tajemnica Elizabeth Arden” Urszuli Milc Ziembińskiej; „Figurka z drzewa tekowego” Heleny Sekuły, „Rudolf” Mariana Pankowskiego, „Nasierowski, ty pedale, ty Żydzie” Jerzego Nasierowskiego) i filmie („Motylem jestem, czyli romans 40-latka”, Jerzego Gruzy, „Inne spojrzenie” Károlya Makka). Zazwyczaj karykaturalne stereotypy osób LGBT+ miały na celu ośmieszenie ich orientacji.
W latach 1985–1987 miała miejsce Akcja „Hiacynt”, która polegała na inwigilowaniu i zbieraniu materiałów o polskich gejach i ich środowisku, w wyniku której założono ok. 11 tys. akt osobowych SB. W 1984 w polskiej telewizji odbyła się pierwsza dyskusja na temat homoseksualizmu. W 1985 roku Dariusz Prorok, pod pseudonimem Krzysztof Darski opublikował w Polityce (nr 47) tekst Jesteśmy inni. Był to pierwszy publiczny głos geja opisującego życie w negatywnie nastawionym społeczeństwie. W styczniu 1987 roku powstał Warszawski Ruch Homoseksualny – pierwsza organizacja osób LGBT w Polsce, której władze PRL odmówiły legalizacji.
Homoseksualizm został skreślony z listy chorób przez WHO w 1991 roku.

### XXI wiek

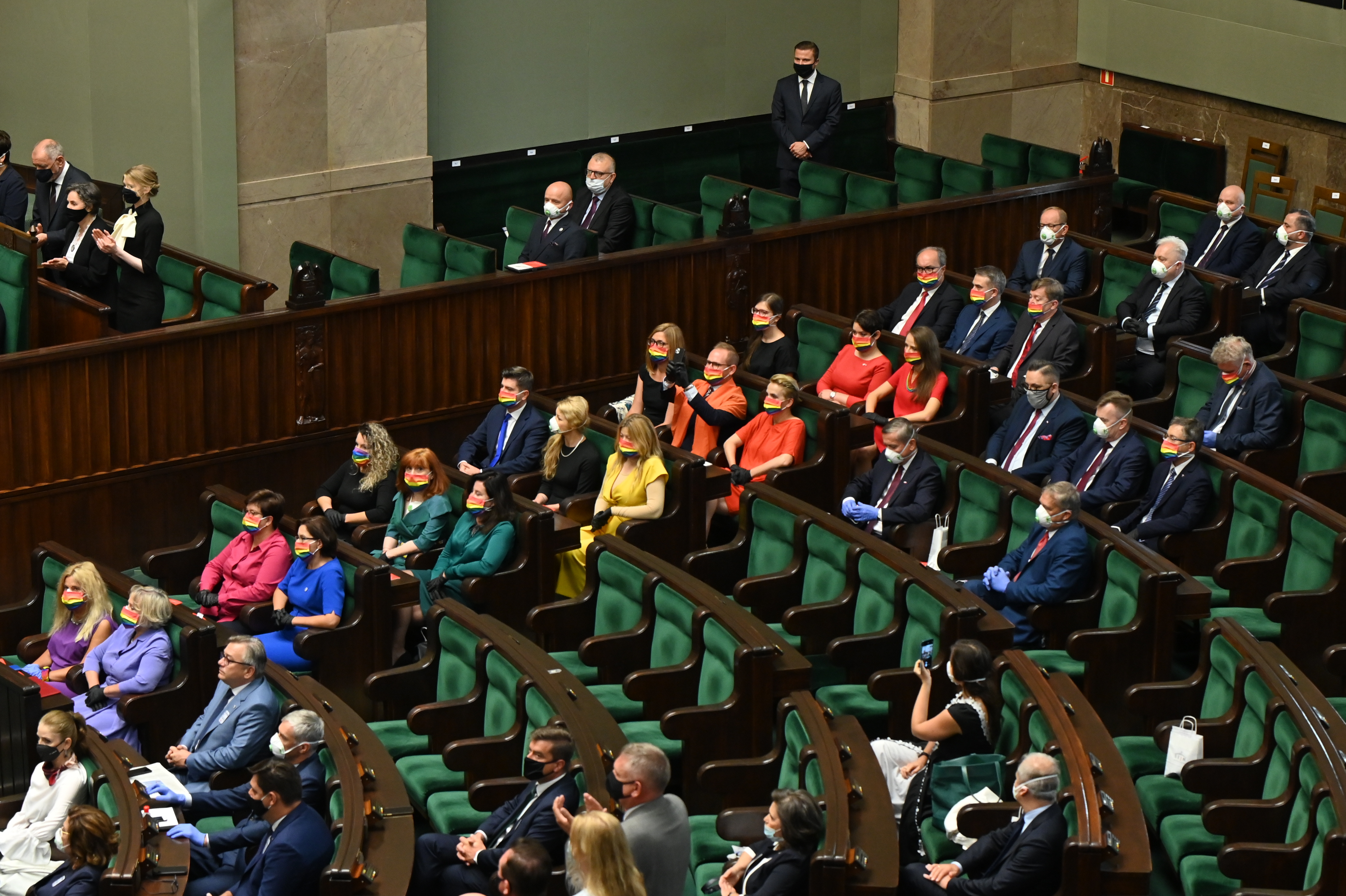
Posłanki i posłowie Lewicy ubrani w kolory tęczy podczas uroczystości zaprzysiężenia Andrzeja Dudy na Prezydenta RP, w proteście przeciwko jego homofobicznym wypowiedziom podczas kampanii prezydenckiej (6 sierpnia 2020)

W 2001 roku odbyła się pierwsza Parada Równości w Warszawie, w tym samym roku założono również Kampanię Przeciw Homofobii.
Pod koniec 2003 roku złożono do sejmu pierwszy projekt ustawy o rejestrowanych związkach partnerskich opracowany przez Marię Szyszkowską.
1 stycznia 2004 do kodeksu pracy dodano prawo zabraniające dyskryminacji w miejscu pracy ze względu na orientację seksualną.
W 2008 roku założona została fundacja Trans-Fuzja, pierwsza organizacja skupiona na prawach osób transpłciowych w Polsce.
W roku 2013 powstało stowarzyszenie Miłość Nie Wyklucza, funkcjonujące wcześniej jako grupa nieformalna od 2009 roku.
Przed wyborami parlamentarnymi w 2019 rządząca partia Prawo i Sprawiedliwość skupiła się na przeciwstawianiu się „zachodniej ideologii LGBT”. Niektóre polskie gminy, powiaty i województwa ustanowiły deklaracje tzw. „stref wolnych od LGBT”. W 2019 wzrosła ilość agresji skierowanej przeciwko marszom i paradom równości, w tym ataki na marsz w Białymstoku i zatrzymana przez policję próba ataku bombowego na lubliński marsz.
W listopadzie 2024 Rada Ministrów przyjęła projekt nowelizacji Kodeksu karnego, który rozszerza katalog przesłanek ściganych z urzędu przestępstw motywowanych uprzedzeniami (art. 119 §1, art. 256 §1, art. 257 kk) o niepełnosprawność, wiek, płeć i orientację seksualną.

## Osoby LGBT w Polsce
Według badania Dalia Research przeprowadzonego w kilku krajach Europy, w Polsce około 5% osób identyfikuje się jako LGBT, przy czym dla osób w wieku 14–29 lat jest to ok. 10%, dla osób w wieku 30-49 – 1%, a dla osób w wieku 50-65 – 4%, przy czym Dalia zastrzega, że w tak osobistej kwestii, jak seksualność, pomimo dużego stopnia anonimowości, nadal istnieje duże źródło niepewności co do liczby, gdyż 8% respondentów wolało nie odpowiedzieć, czy identyfikują się jako osoby LGBT, a 12% nie było w stanie określić swojej seksualności.

## Osoby homoseksualne
W 2016 Polska została skrytykowana przez Komitet Praw Człowieka ONZ za brak ochrony społeczności LGBT przed przestępstwami i mową nienawiści, brakiem prawnych regulacji w kwestii par jednopłciowych i rodziców tej samej płci, czy edukacji seksualnej. To zwrócenie Polsce uwagi spotkało się w polskiej telewizji publicznej z wrogością.

### Skrót praw osób homoseksualnych
| Podstawowe prawa                                                                | Podstawowe prawa | Podstawowe prawa |
| ------------------------------------------------------------------------------- | ---------------- | --- |
| Równy wiek przyzwolenia                                                         | Tak              | Od 1948, 15 lat. |
| Wolność zgromadzeń, zrzeszania się i wypowiedzi                                 | Tak              | [ 44 ] [ 45 ] |
| Prawo do azylu                                                                  | Tak              | [ 44 ] [ 45 ] |
| Azyl w przepisach                                                               | Nie              | [ 44 ] [ 45 ] |
| Ochrona przed nienawiścią                                                       |                  | |
| Zbrodnia nienawiści                                                             | Nie              | (Zaproponowano) |
| Mowa nienawiści                                                                 | Nie              | (Zaproponowano) |
| Polityka przeciwko nienawiści                                                   | Nie              | Orientacja seksualna nie jest wyraźnie zapisana w narodowej strategii wobec nienawiści. (Zaproponowano) |
| Ochrona przed dyskryminacją                                                     |                  | |
| Konstytucyjna                                                                   | Tak              | Zgodnie z art. 32 ust. 2 konstytucji RP: „Nikt nie może być dyskryminowany w życiu politycznym, społecznym lub gospodarczym z jakiejkolwiek przyczyny”. |
| Zatrudnienie                                                                    | Tak              | Istnieje zakaz dyskryminacji osób homoseksualnych w zatrudnieniu, zawarty w kodeksie pracy. |
| Dostęp do dóbr i usług                                                          | Nie              | |
| Inne sfery życia                                                                | Nie              | |
| Mandat i plan działania podmiotu równościowego                                  | Tak              | |
| Uznanie związku                                                                 |                  | |
| Uznanie konkubinatów osób tej samej płci                                        | Nie              | W wyroku Przybyszewska i inni przeciwko Polsce ETPC stwierdził, że art. 8 EKPC nakłada na Polskę wymóg zapewnienia prawnego uznania i ochrony par osób tej samej płci poprzez wprowadzenie „szczególnych ram prawnych”. Dotyczy to także związków osób tej samej płci zawartych za granicą (sprawa Formela i inni przeciwko Polsce). |
| Uznanie związków partnerskich osób tej samej płci                               | Nie              | |
| Uznanie małżeństw osób tej samej płci                                           | Nie              | |
| Prawo do łączenia rodzin                                                        | Nie              | Niejasne |
| Kwestie medyczne                                                                |                  | |
| Informacja o stanie zdrowia partnera lub partnerki                              | Tak              | Do udzielania informacji o stanie zdrowia wymagana jest zgoda uprawnionego i wskazanie upoważnionych osób. Europarlamentarzystka Sylwia Spurek zauważyła jednak, że podczas przez brak równości małżeńskiej i odmowy transkrypcji zagranicznych aktów prawnych osoby nieheteronormatywne nie mogą wrócić ze swoimi partnerami i partnerkami do kraju (np. podczas pandemii), a zatem pojawiają się praktyczne uzyskanie dostępu do stanu zdrowia partnera, partnerki. |
| Dostęp do dokumentacji medycznej pacjenta                                       | Tak              | Wymagana jest zgoda uprawnionego i wskazanie upoważnionych osób. |
| Ubezpieczenie                                                                   |                  | |
| Ochrona w prawie ubezpieczeniowym i odszkodowawczym                             |                  | W niektórych przypadkach. |
| Ubezpieczenie zdrowotne partnera                                                | Nie              | |
| Finanse                                                                         |                  | |
| Wspólne rozliczenie podatkowe                                                   | Nie              | |
| Dziedziczenie ustawowe                                                          | Nie              | |
| Odbiór wynagrodzenia za pracę partnera                                          | Nie              | Jedynie za sporządzeniem pełnomocnictwa. |
| Kupno mieszkania czy innych przedmiotów albo dokonywania darowizny              | Tak              | |
| Sądownictwo                                                                     |                  | |
| Postępowanie cywilne, karne, administracyjne oraz administracyjno-sądowe        |                  | - W postępowaniu cywilnym można udzielić pełnomocnictwa osobie spośród najbliższej rodziny. - W postępowaniu administracyjnym pełnomocnikiem strony może być każdy |
| Ochrona w procesie karnym                                                       | Tak              | |
| Bankowość                                                                       |                  | |
| Wspólny rachunek bankowy                                                        |                  | Prawo bankowe z 1997 r. pozwala na prowadzenie rachunku oszczędnościowego dla kilku osób. |
| Zaciąganie kredytu                                                              | Nie              | Banki odmawiają traktowania majątku i zarobków osób niebędących w związku małżeńskim jako podstawy do wyliczenia wspólnej zdolności kredytowej. |
| Pomoc społeczna                                                                 |                  | |
| Prawo do renty bądź emerytury rodzinnej po zmarłym partnerze                    | Nie              | |
| Prawo do korzyści z pracowniczego funduszu socjalnego                           | Nie              | |
| Prawo do zasiłku opiekuńczego z tytułu sprawowania opieki nad partnerem         | Nie              | |
| Inne kwestie                                                                    |                  | |
| Mężczyźni mający kontakty seksualne z mężczyznami mogą być dawcami krwi         | Tak              | Od 2005. |
| Odbiór korespondencji partnera                                                  | Nie              | Związki homoseksualne nie są uznawane. |
| Prawo do pochowania zwłok                                                       | Nie              | |
| Wstąpienie w stosunek najmu lokalu niewłasnościowego                            |                  | Po śmierci partnera w niektórych przypadkach stwierdzono, iż wśród osób uprawnionych do przejęcia umowy najmu jest „osoba pozostająca we wspólnym pożyciu” |
| Dzieci                                                                          |                  | |
| Adopcja przez pary homoseksualne                                                | Nie              | |
| Adopcja pasierba (dziecka biologicznego lub adopcyjnego) przez partnera rodzica | Nie              | |
| Automatyczne uznanie partnera jako rodzica                                      | Nie              | |
| Dostęp do zapłodnienia in vitro (IVF) dla lesbijek                              | Nie              | Nowe prawo dotyczące in vitro jedynie zezwala kobietom w związku heteroseksualnym skorzystać z procedury in vitro. |
| Alimenty                                                                        | Nie              | |

### Wskaźniki

#### ILGA Europe
Raport ILGA Europe plasuje Polskę na pozycji 41 z 49 krajów wspomnianych w raporcie, z wynikiem 17.5% na skali, gdzie zdaniem autorów raportu 0% to rażące naruszenia praw człowieka, a 100% to pełna równość i poszanowanie praw człowieka.

#### Poziom zadowolenia
W międzynarodowej ankiecie Gay Happiness Index opartej o ocenę gejów stosunku do nich ze strony społeczeństwa oraz poziom zadowolenia z życia w danym kraju, Polska zajęła 51. miejsce (na 127 krajów), z wynikiem 46 (na 100 punktów), ex aequo z Dżibuti.

#### Równe szanse
W rankingu 36 krajów i 33 miast Europy, Warszawa znalazła się na 30. pozycji, a Polska na 20. miejscu.

#### Turystyka LGBT
W 2019 Polska została umiejscowiona na 83. pozycji pod względem turystyki LGBT według raportu Spartacusa publikowanego od 1979 r., który bierze pod uwagę sytuacją kulturalną, prawną i polityczną.

### Podstawowe prawa
Wśród podstawowych praw dotyczących osób homoseksualnych wymienia się takie prawa, jak:
- Niekaralność

 Homoseksualizm był zagrożony karą śmierci w czasach I RP. W II RP był karany więzieniem w ramach porządków prawnych pozostałych po zaborcach i zdepenalizowany w 1932 po wprowadzeniu kodyfikacji polskiego prawa karnego. Karalność homoseksualnej prostytucji została zniesiona w 1969 po wprowadzeniu kodeksu Andrejewa.
- Legalność homoseksualności

 Legalność homoseksualności została potwierdzona w 1932.
- Równy wiek przyzwolenia

 Tak, od 1948. Obywatele, niezależnie od orientacji seksualnej, są uznawani za osoby dorosłe pod względem seksualności w tym samym wieku – 15 lat.
- Mężczyźni mający kontakty seksualne z mężczyznami mogą być dawcami krwi

 Tak, od 2005 r. Dawcy, niezależnie od ich seksualności mogą oddać krew, jeśli są pewni tego, że ich praktyki seksualne są bezpieczne i nie narażają ich na choroby weneryczne, np. używają kondomów (niezależnie od orientacji seksualnej) oraz nie mają kontaktu z krwią.
- Służba wojskowa

 Możliwa. Nie ma żadnych przepisów, które odnoszą się do osób homoseksualnych, bezpośrednio je dyskryminując, włączając w to przepisy dotyczące zdolności do służby wojskowej.

Data dekryminalizacji homoseksualizmu
Służba wojskowa osób LGBT
Krwiodawstwo MSM
Krwiodawstwo partnerek MSM

- Wolność zgromadzeń

 Wydarzenia publiczne bez przeszkód państwowych. Prawo, przepisy i praktyka pozwala na wolne zgromadzenia bez przeszkód prawnych i praktycznych, z odpowiednią ochroną ze strony służb publicznych (jeśli jest ona niezbędna).
- Wolność zrzeszania się

 Stowarzyszenia działają bez państwowych przeszkód.
- Wolność wypowiedzi

 Brak przepisów ograniczających wolność wypowiedzi.
- Prawo do azylu

 Orientacja seksualna jest wyszczególniona jako kryterium kwalifikujące osobę homoseksualną do uzyskania azylu w Polsce.

### Ochrona przed pseudoterapiami
W Polsce funkcjonuje kilka ośrodków, gdzie prowadzona jest uznana przez IRCT za torturę pseudoterapia osób homoseksualnych (terapia konwersyjna).
Działalność wszystkich tych ośrodków wielokrotnie była krytykowana przez polskich naukowców, m.in. prof. Zbigniewa Lew-Starowicza (który sam w przeszłości usiłował leczyć homoseksualizm u swoich pacjentów), prof. Zbigniewa Izdebskiego oraz dr. Andrzeja Depkę.
W 2018 ONZ zwróciła się do Polski o to, by wprowadzić zakaz prowadzenia tzw. terapii konwersyjnych ze względu na czynione przez nie szkody.

### Ochrona przed nienawiścią
Homofobiczne i transfobiczne zbrodnie i mowa nienawiści rozpoznawane przez system prawny
     Homofobiczne zbrodnie i mowa nienawiści rozpoznawane przez system prawny
     Brak regulacji prawnych

Rozwiązania prawne kwestii homofobicznych i transfobicznych zbrodni i mowy nienawiści w Europie
Homofobiczne i transfobiczne zbrodnie i mowa nienawiści rozpoznawane przez system prawny
Homofobiczne zbrodnie i mowa nienawiści rozpoznawane przez system prawny
Brak regulacji prawnych

Kodeks karny (1997) nie zakazuje nawoływania do nienawiści na tle orientacji seksualnej. W art. 256 chroni on specyficznie przed nienawiścią na tle różnic narodowościowych, etnicznych, rasowych, wyznaniowych lub ze względu na bezwyznaniowość.
Kodeks karny nie chroni też przed znieważeniem ze względu na orientację seksualną. W art. 257 chroni on przed znieważaniem grupę ludności albo poszczególną osobę ze względu na przynależność narodową, etniczną, rasową, wyznaniową albo z powodu bezwyznaniowości.
Według Polskiego Stowarzyszenia Edukacji Prawnej (PSEP), w zależności od stanu faktycznego, zachowanie osoby używającej mowy nienawiści może wyczerpywać znamiona przestępstwa, np. z ogólnych przepisów zawartych w art. 190 (groźba karalna), art. 212 (zniesławienie) lub art. 216 Kodeksu karnego (znieważenie osoby), a więc wtedy, gdy czyn był wymierzony w konkretną osobę lub grupę konkretnych osób; przepisy te nie mają jednak zastosowania wobec wypowiedzi dotyczących ogółu osób LGBT.
We wrześniu 2015 Amnesty International opublikowała artykuł zwracający uwagę na brak przepisów dotyczących przestępstw nienawiści, wydanego przy okazji publikacji raportu na temat mowy nienawiści w Polsce, w którym wskazała problem braku systematyczności w zbieraniu danych na temat zbrodni nienawiści oraz braku wyszczególnienia statystyk dotyczących przestępstw nienawiści popełnianych przez urzędników państwowych (np. policjantów).
- Zbrodnia nienawiści

 Brak uregulowań prawnych dotyczących zbrodni nienawiści. Zbrodnie skierowane przeciwko osobom z powodu ich orientacji seksualnej lub tożsamości płciowej nie są wyraźnie zapisane lub uznawane w prawodawstwie dotyczącym zbrodni nienawiści lub jako czynnik obciążający.
- Mowa nienawiści

 Brak uregulowań prawnych dotyczących mowy nienawiści. Mowa nienawiści na tle orientacji seksualnej lub tożsamości płciowej nie jest wyraźnie zapisana i uznawana w prawodawstwie jako mowa nienawiści lub czynnik obciążający.
- Polityka przeciwko nienawiści

 Brak. Orientacja seksualna nie jest wyraźnie zapisana w narodowej strategii wobec nienawiści.

### Ochrona przed dyskryminacją
Polskie prawo zakazuje do pewnego stopnia dyskryminacji ze względu na orientację seksualną. W 2010 uchwalono ustawę wdrażającą przepisy Unii Europejskiej w zakresie równego traktowania w kwestiach m.in. zabezpieczenia społecznego, opieki zdrowotnej, oświaty i szkolnictwa wyższego. Ustawa zabrania dyskryminacji m.in. z powodu orientacji seksualnej.
- Konstytucja

/ Polska konstytucja zawiera przepis mówiący o zakazie dyskryminacji w życiu politycznym, społecznym lub gospodarczym z jakiejkolwiek przyczyny. Brak jednak konkretnego przepisu o prowizjach antydyskryminacyjnych w artykule konstytucji oraz brak decyzji sądu konstytucyjnego w tej sprawie.
- Zatrudnienie

 Istnieje zakaz dyskryminacji ze względu na orientację seksualną w zatrudnieniu, zawarty w kodeksie pracy. Art. 183a § 1 zobowiązuje do równego, wolnego od dyskryminacji (także ze względu na orientację seksualną) traktowania pracowników w zakresie nawiązania i rozwiązania stosunku pracy, warunków zatrudnienia, awansowania oraz dostępu do szkoleń w celu podnoszenia kwalifikacji zawodowych. Osoba, wobec której pracodawca naruszył zasadę równego traktowania w zatrudnieniu, ma prawo do odszkodowania w wysokości co najmniej minimalnego wynagrodzenia, przy czym ustawodawca nie określa górnej granicy odszkodowania. Również Ustawa o rynku pracy i służbach zatrudnienia (art. 3 ust. 2), zobowiązuje pracodawców do informowania o nowych miejscach zatrudnienia bez formułowania dyskryminujących wymagań, m.in. ze względu na orientację seksualną.
- Dostęp do dóbr i usług

/ Brak wyraźnej wzmianki w ustawie z 2011. W kodeksie wykroczeń znajdują się przepisy zakazujący odmowy sprzedaży towaru (art. 135) oraz odmowy wykonania usługi (art. 139). Ten drugi przepis był podstawą wyroku Sądu Rejonowym dla Łodzi Widzewa, potwierdzonego wyrokiem Sądu Okręgowego w Łodzi i Sądu Najwyższego w tzw. sprawie łódzkiego drukarza. Niemniej Trybunał Konstytucyjny wyrokiem z dnia 26 czerwca 2019 r. sygn. akt K 16/17, uznał art. 138 w części zawierającej słowa „albo umyślnie bez uzasadnionej przyczyny odmawia świadczenia, do którego jest obowiązany” za niezgodny z art. 2 Konstytucji RP.
- Inne sfery życia

 Brak wzmianek i brak prawa przeciwdyskryminacyjnego (włącznie m.in. z: dyskryminacją pośrednią) w ustawie z 2011 r.
- Mandat podmiotu równościowego

 Państwowy podmiot zajmujący się równouprawnieniem ma specyficznie zapisane kompetencje dotyczące pracy nad tematami związanymi z dyskryminacją ze względu na orientację seksualną.
- Plan działania podmiotu równościowego

 Podmiot zajmujący się równouprawnieniem otwarcie ustala szczegółową ścieżkę rozwoju w kwestii wyeliminowania dyskryminacji ze względu na orientacją seksualną.

### Związki osób tej samej płci
Polska nie wdrożyła zawierania ani uznania związków tej samej płci, choć jest do tego zobowiązana wyrokami Europejskiego Trybunału Praw Człowieka:
- Przybyszewska i inni przeciwko Polsce (2023)[75] w kwestii uznania związków partnerskich,
- Formela przeciwko Polsce (2024)[76] w kwestii uznania małżeństwa osób tej samej płci zawartego za granicą.

#### Zawieranie

##### Za granicą

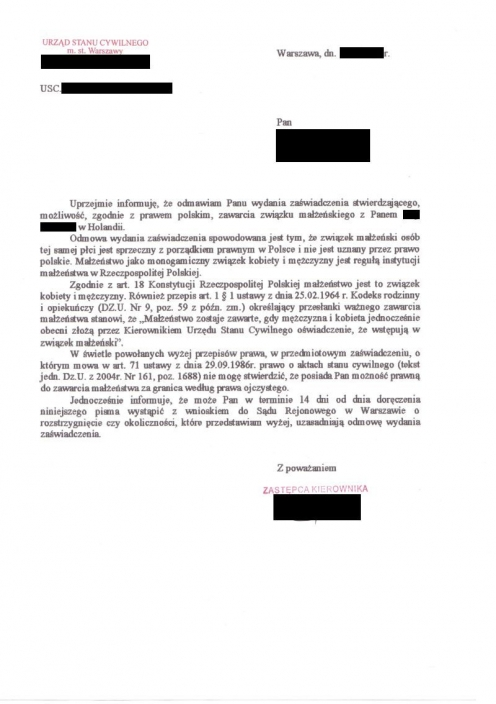
Odmowa wydania zaświadczenia stwierdzającego możliwość, według polskiego prawa, zawarcia związku małżeńskiego z osobą tej samej płci w Holandii, przez powołanie się na art. 18 Konstytucji RP. Dostarczenie tego zaświadczenia jest warunkiem zawarcia małżeństwa lub partnerstwa w Holandii.

W wielu krajach jest możliwe zawarcie konkubinatu, związku partnerskiego bądź małżeństwa z osobą tej samej płci, jednak na mocy norm kolizyjnych z prawem prywatnym międzynarodowym zawarcie formalnego związku osób tej samej płci za granicą (zarówno obywatela, jak i nie-obywatela Polski) nie rodzi żadnych skutków prawnych na gruncie prawa polskiego. Konflikt prawny istnieje, gdyż mimo tego, że Konstytucja RP nie odnosi się do związków tej samej płci oraz tego, że Polska podpisała bez zastrzeżeń dokument prawa prywatnego międzynarodowego, w którym zobowiązała się uznawać wszystkie małżeństwa zawarte za granicą, kodeks rodzinny i opiekuńczy definiuje małżeństwo jako związek osób różnej płci.
W przypadku odmów uznania, Europejski Trybunał Praw Człowieka w Strasburgu dał sygnał, że gdyby doszło do procesu sądowego, wydałby wyrok na korzyść pary skarżącej.
Polskie osoby homoseksualne mogą sformalizować (przy spełnieniu warunków różnych w zależności od kraju):
- małżeństwo w Austrii[79], Belgii, Danii, Hiszpanii, Holandii, Niemczech, Norwegii, Portugalii, Szwecji, Wielkiej Brytanii[80];
- związek partnerski w Austrii, Belgii, Finlandii, Francji (PACS), Holandii, Słowenii, Szwajcarii, Wielkiej Brytanii oraz na Węgrzech.

W niektórych przypadkach nie jest wymagane obywatelstwo partnera danego kraju lub wcześniejsze zamieszkanie w kraju, np. w Danii, Irlandii i Wielkiej Brytanii.
W lipcu 2015 w sprawie Orlandi przeciwko Włochom Trybunał nałożył na Włochy obowiązek zapewnienia prawnego uznania związków par osób tej samej płci (w formie związków partnerskich o statusie porównywalnym z małżeństwem lub małżeństw) zawartych za granicą. Europejski Trybunał Praw Człowieka w Strasburgu przyjął skargi kilku par jednopłciowych, które zakwestionowały legalność praktyk polskich władz w analogicznych sytuacjach, np. Andersen przeciw Polsce.

##### W Polsce
W polskim ustawodawstwie nie istnieje żadna prawna forma uznania związków jednopłciowych. Fakt pozostawania w jednopłciowym konkubinacie może być wzięty pod uwagę w szczegółowych unormowaniach prawnych, kiedy prawodawca uznaje konkubinat jedno- lub różnopłciowy za istotny element faktyczny określonej sytuacji prawnej.

###### Kodeks rodzinny i opiekuńczy
Artykuły Kodeksu rodzinnego i opiekuńczego nie odnoszą się do związków osób tej samej płci, jednak wspominając o małżeństwie, mówią jedynie w kontekście związku kobiety i mężczyzny.

###### Konstytucja
Od roku 2010. toczy się debata na temat art. 18 Konstytucji, zabraniającego w opinii niektórych prawników i urzędników państwowych (np. Jarosława Gowina) małżeństw osób tej samej płci. Ta interpretacja przywoływana jest przy odmowie w wydawaniu zaświadczenia o stanie cywilnym, potrzebnym w niektórych krajach do zawarcia związku partnerskiego lub małżeńskiego przez osoby tej samej płci.
To rozumienie art. 18 jest kwestionowane przez Komitet Nauk Prawnych PAN, prof. Ewę Łętowską, dr hab. Ryszarda Piotrowskiego, prof. Wojciecha Sadurskiego, dr hab. Dariusza Dudka i dr hab. Jakuba Urbanika.
W kwestii uznania związków partnerskich, do wyżej wymienionych prawników dołączają prof. Piotr Winczorek, prof. Jan Woleński i dr Wiktor Osiatyński.
8 stycznia 2019 roku Wojewódzki Sąd Administracyjny w Warszawie stwierdził, że:
treść art. 18 Konstytucji nie mogłaby stanowić samoistnej przeszkody do dokonania transkrypcji zagranicznego aktu małżeństwa, gdyby w porządku krajowym instytucja małżeństwa jako związku osób tej samej płci była przewidziana. Powyższy przepis nie zabrania przy tym ustawodawcy, by ten mocą ustaw zwykłych zinstytucjonalizował status związków jednopłciowych lub też różnopłciowych, które z sobie wiadomych przyczyn nie chcą zawrzeć małżeństwa w jego tradycyjnym rozumieniu”.
2 grudnia 2019 r. Naczelny Sąd Administracyjny w składzie 7 sędziów orzekł, że polskie prawo:
nie dopuszcza transkrypcji zagranicznego aktu urodzenia dziecka, w którym jako rodzice wpisane są osoby tej samej płci.
Robert Biedroń wezwał w marcu 2020 do „interpretowania konstytucji z duchem czasu”.

###### Referendum
Kandydaci na prezydenta Władysław Kosiniak-Kamysz oraz Małgorzata Kidawa-Błońska zaproponowali referenda w kwestii związków osób tej samej płci, jednak Robert Biedroń stwierdził, że „nie powinno robić się referendum w kwestiach praw człowieka”.

#### Prawo i praktyka
W Polsce nie ma żadnych przepisów prawnych regulujących prawa par homoseksualnych, jednakże pary żyjące w nieformalnym związku – konkubinacie (w tym także pary homoseksualne), mogą korzystać z bardzo nielicznych praw, wspomnianych dalej, dostępnych jedynie małżonkom, przy czym małżeństwo jest dostępne tylko dla par różnej płci.
Pary żyjące w nieformalnym związku osób tej samej płci ponoszą zawsze wyższe koszty finansowe i muszą dokonywać każdorazowo dodatkowych zabiegów formalnych, m.in. w kwestii unormowania kwestii podatkowych (podatek od dochodów osobistych, podatek od spadków i darowizn), ale też kwestii praktycznych (dostęp do informacji medycznej), przy czym te umowy, zawierane przy notariuszu, nie rozwiązują wszystkich kwestii praktycznych dotyczących par i spotykają się z brakiem uznania (nie są honorowane).

##### Kwestie medyczne
- Odwiedziny partnera lub partnerki w szpitalu i informacja o stanie jego zdrowia

 Na mocy art. 31 ust. 2 ustawy o zawodzie lekarza z 1996 r. lekarz udziela informacji o stanie zdrowia chorego innym osobom tylko za zgodą pacjenta.
- Dostęp do dokumentacji medycznej pacjenta

 Art. 26 ust. 1 ustawy o prawach pacjenta i Rzeczniku Praw Pacjenta z 2008 r. przewiduje, że podmiot udzielający świadczeń zdrowotnych udostępnia dokumentację medyczną pacjentowi lub jego przedstawicielowi ustawowemu, bądź osobie upoważnionej przez pacjenta.
- Upoważnienie do decydowania w razie choroby partnera

 Wyłącznie chory może podejmować decyzje dotyczące jego diagnostyki i leczenia.

##### Ubezpieczenie
- Ochrona w prawie ubezpieczeniowym i odszkodowawczym

 Partner lub partnerka, zawierając umowę ubezpieczenia NW (od następstw nieszczęśliwych wypadków – art. 831 § 1 Kodeksu cywilnego), może wskazać drugiego partnera jako osobę, której zakład ubezpieczeń w razie jego śmierci wypłaci odszkodowanie.
/ Jeśli partner lub partnerka poniósł/a śmierć w wypadku samochodowym, za który odpowiada posiadacz samochodu, sąd może drugiemu partnerowi przyznać rentę, jeżeli zmarły stale i dobrowolnie dostarczał mu środków utrzymania (art. 446 § 3 kc).
- Ubezpieczenie zdrowotne partnera

 W związku osób tej samej płci, w przeciwieństwie do małżeństw osób różnej płci, nie jest możliwe ubezpieczenie zdrowotne partnera przez partnera. Nie można uposażyć partnera/partnerki na wypadek śmierci. Trudności występują także przy innych rodzajach ubezpieczeń.

##### Finanse
- Wspólne rozliczenie podatkowe

 Brak dla par osób tej samej płci.
- Dziedziczenie

/ W testamencie można rozrządzić majątkiem na rzecz każdej osoby. Dziedziczenie testamentowe wyprzedza dziedziczenie ustawowe, gdzie dziedziczy małżonek i najbliżsi krewni. Partnerzy powinni sporządzić testamenty pisemne lub za dodatkową opłatą notarialne. Niemniej w polskim prawie spadkowym istnieje zachowek, który pomimo dziedziczenia testamentowego zobowiązuje do pewnej korzyści pieniężnej ze spadku dla dzieci, wnuków, małżonka i rodziców spadkodawcy. Oznacza to, że życiowy partner spadkodawcy może być na wniosek uprawnionych do zachowku zobowiązany do zapłacenia od 1/2 do 2/3 wartości spadku po partnerze. Małżonek przy dziedziczeniu ustawowym, obojętnie ilu jest innych spadkobierców, zawsze otrzymuje co najmniej 1/4 majątku spadkowego, przy czym należy pamiętać, iż z tytułu majątkowej wspólności małżeńskiej jest współwłaścicielem w 1/2 przedmiotów stanowiących w chwili otwarcia spadku majątek wspólny.
Spadkobiercę spoza kręgu rodzinnego (w świetle polskiego prawa partner tej samej płci jest osobą obcą) obciąża także najwyższa stawka podatku od spadków. Problemem w przypadku par homoseksualnych jest też fakt, iż w Polsce istnieje niska świadomość prawna (wiele osób nie myśli o testamencie) oraz fakt, że śmierć bywa nieprzewidywalna. Co więcej, nawet pisemny testament może zostać skutecznie podważony przez rodzinę.
- Odbiór wynagrodzenia za pracę partnera

 Związki homoseksualne nie są uznawane i w celu odbioru wynagrodzenia za pracę i innych dochodów partnera należy sporządzić odpowiednie pełnomocnictwo u notariusza, które należy przekazać pracodawcy.
- Kupno mieszkania czy innych przedmiotów albo dokonywania darowizny

 Możliwe, jednak z problemami praktycznymi. Partner może dokonywać wszelkich czynności prawnych na rzecz drugiego partnera (np. darowizny), jednak wszelkich czynności mogą również dokonywać wspólnie (np. wspólnie nabyć mieszkanie, wspólnie kupić samochód, wspólnie zdobyć użytkowanie wieczyste gruntu itp.). Jest to jednak problematyczne przy okazji każdego zakupu: roweru, telewizora czy pralki itd. Gdy rozstaje się małżeństwo, majątek dzieli się na połowę. W przypadku związków osób homoseksualnych (jako nieformalnych) przy każdej rzeczy trzeba dowodzić, kto ją zakupił.

##### Sądownictwo
- Postępowanie cywilne, karne, administracyjne oraz administracyjno-sądowe

/ W postępowaniu cywilnym można udzielić pełnomocnictwa osobie spośród najbliższej rodziny (w tym małżonkowi), ale już nie partnerowi lub partnerce, chyba że wykonuje zawód radcy prawnego lub adwokata albo pozostaje w stałym stosunku zlecenia.
 W postępowaniu administracyjnym pełnomocnikiem strony może być każdy, także partner niebędący małżonkiem.
- Ochrona w procesie karnym

/ Art. 185 Kodeksu postępowania karnego pozwala sądowi zwolnić od złożenia zeznania lub odpowiedzi na pytania osobę pozostającą z oskarżonym w szczególnie bliskim stosunku osobistym, a więc gdy między świadkiem a oskarżonym zachodzi więź emocjonalna lub uczuciowa. Może to teoretycznie dotyczyć także par homoseksualnych, lecz praktycznie za każdym razem decyduje o tym sąd.

##### Uznanie związku
- Uznanie konkubinatów osób tej samej płci

/ W bardzo nielicznych sytuacjach.
- Uznanie związków partnerskich osób tej samej płci (z limitowanymi prawami)

 Brak dla par osób tej samej płci.
- Uznanie związków partnerskich osób tej samej płci (o prawach podobnych do małżeństwa)

 Brak dla par osób tej samej płci.
- Uznanie małżeństw osób tej samej płci

 Brak.
- Uznawanie małżeństw osób tej samej płci zawartych za granicą

 Nie.
     Uznanie par homoseksualnych w urzędach imigracyjnych
     Brak uznania lub brak danych

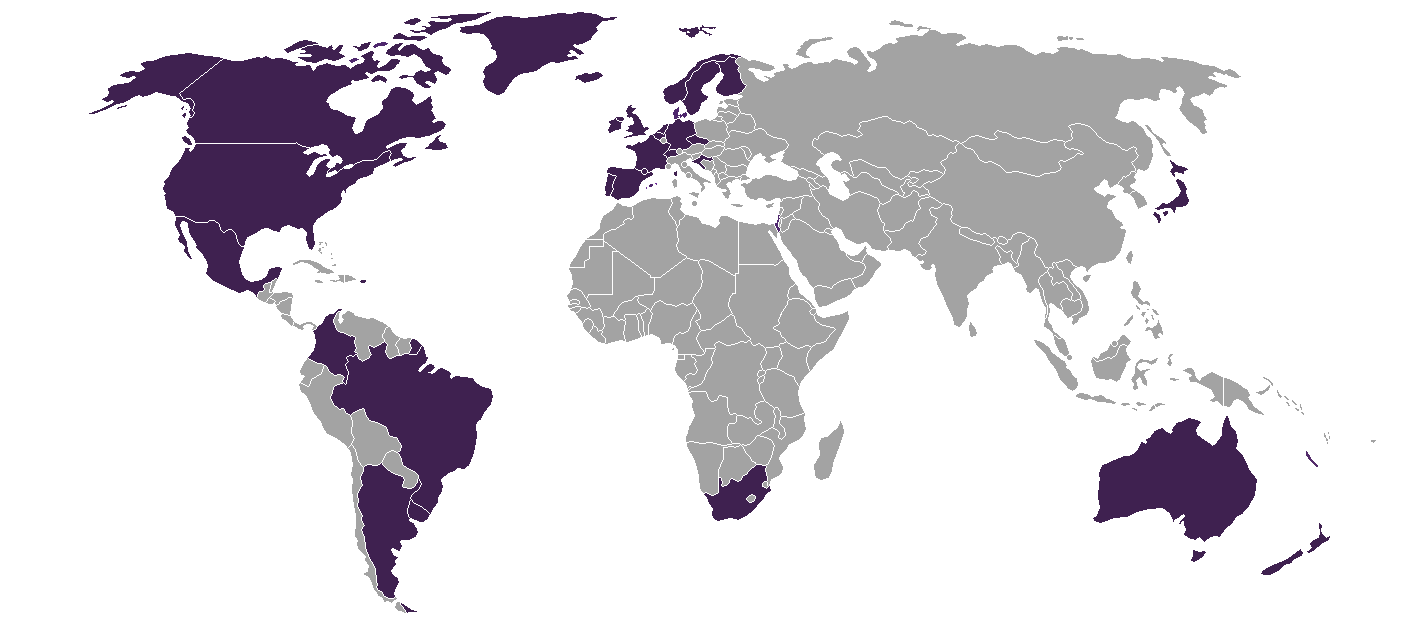
Równość w kwestii imigracji (łączenie rodzin).
Uznanie par homoseksualnych w urzędach imigracyjnych
Brak uznania lub brak danych

- Prawo do łączenia rodzin, jeśli partner jest polskim obywatelem, rezydentem, uchodźcą lub azylantem

/ Niejasne. Polska nie uznaje związków par tej samej płci w kwestii imigracji przez uznanie małżeństwa, związku partnerskiego lub konkubinatu osób homoseksualnych. Związki, w których jeden z partnerów nie jest obywatelem Unii Europejskiej mogą napotykać na kłopoty z zalegalizowaniem pobytu partnera, mimo że pozostaje w związku z polskim obywatelem. Pisarka Izabela Filipiak otrzymała jednak przy ubieganiu się o kartę pobytu swojej amerykańskiej partnerce powołała się na orzecznictwo Trybunału w Strasburgu.
- Uznanie związków partnerskich osób tej samej płci (z limitowanymi prawami)

/ Niejasny zapis.
- Uznanie związków zawartych poza granicami kraju

 Brak. Polskie prawo nie uznaje formalnych związków osób tej samej płci (związków partnerskich i rejestrowanych konkubinatów) zawartych poza granicami kraju. Małżonkowie lub partnerzy są traktowani jako osoby obce.

##### Bankowość
- Wspólny rachunek bankowy

/ Prawo bankowe z 1997 r. pozwala na prowadzenie rachunku oszczędnościowego dla kilku osób (tzw. rachunek wspólny), przy czym każda z nich korzysta z uprawnień posiadacza rachunku w granicach określonych w umowie. Niektóre banki oferują otwarcie wspólnego konta bankowego dla osób niepozostających ze sobą w stosunku pokrewieństwa. Jeśli natomiast jeden partner lub partnerka emocjonalna posiada rachunek bankowy, może udzielić partnerowi lub partnerce pisemnego pełnomocnictwa do dysponowania kontem.
- Zaciąganie kredytu

/ Pary homoseksualne mają problemy z zaciąganiem kredytu hipotecznego, gdyż banki odmawiają traktowania majątku i zarobków osób niebędących w związku małżeńskim jako podstawy do wyliczenia wspólnej zdolności kredytowej.
Problemy z bankami zgłaszało 12 proc. respondentów w badaniu, które przeprowadziła PAN. Pary homoseksualne zgłaszają jednak zastrzeżenie, że spotykają się z odmową banków, w zależności od miejscowości i od panującej tam mentalności i dobrej woli urzędniczej.

##### Pomoc społeczna
- Prawo do renty bądź emerytury rodzinnej po zmarłym partnerze

 Brak dla par osób tej samej płci.
- Prawo do korzyści z pracowniczego funduszu socjalnego

 Brak dla par osób tej samej płci.
- Prawo do zasiłku opiekuńczego z tytułu sprawowania opieki nad partnerem

 Brak dla par osób tej samej płci.

##### Inne kwestie
- Odbiór korespondencji partnera

/ Kwestie odbioru poczty reguluje Prawo pocztowe. Związki homoseksualne nie są uznawane, jednak w celu odbioru korespondencji można upoważnić każdą osobę poprzez złożenie odpowiedniego oświadczenia w urzędzie pocztowym (plus opłaty). Pełnomocnictwo takie należy okazywać za każdym razem, chcąc odebrać przesyłkę partnera. Pełnomocnictwo nie powinno być wymagane w sytuacji, gdy zgodnie z przepisami Kodeksu postępowania administracyjnego w razie nieobecności adresata wystarcza odbiór pisma urzędowego przez dorosłego domownika.
W badaniu przeprowadzony przez PAN, 17% osób wskazało na trudności z uzyskaniem dostępu do korespondencji. Autorki zwracają uwagę na to, że związki homoseksualne muszą wcześniej uzyskać płatne zaświadczenie, których nie muszą mieć małżeństwa heteroseksualne, by móc odbierać korespondencję partnera.
- Prawo do pochowania zwłok

/ Brak dla par osób tej samej płci. Wydanie następuje tylko wówczas, gdy nikt z rodziny nie rości sobie do tego prawa. Praktyka wygląda tak, że szpitale najczęściej odmawiają partnerom wydania zwłok i ostatecznie mogą zostać one przekazane gminie, jeśli brak jest krewnych.
- Wstąpienie w stosunek najmu lokalu niewłasnościowego

/ Po śmierci partnera w niektórych przypadkach stwierdzono, iż wśród osób uprawnionych do przejęcia umowy najmu jest „osoba pozostająca we wspólnym pożyciu”, ale sądy zazwyczaj orzekają, że dotyczy to tylko osób heteroseksualnych. Decyzję można zaskarżyć w długotrwałym procesie. Jedną z takich spraw Polska przegrała w Strasburgu (Kozak przeciwko Polsce).
- Możliwość powrotu do Polski w czasie kryzysu

/ 15 marca 2020 podczas epidemii zamknięto granice Polski dla cudzoziemców, poza małżonkami obywateli Polskich. Europarlamentarzystka Sylwia Spurek zwróciła uwagę na to, że przez brak równości małżeńskiej i odmowy transkrypcji zagranicznych aktów prawnych osoby nieheteronormatywne nie mogą wrócić ze swoimi partnerami i partnerkami do kraju.

#### Symboliczne uznanie
W 2004 r. władze miasta w Warszawie uznały w Zarządzie Transportu Miejskiego konkubinaty, w tym par jednopłciowych, przyznając pracownikom, jak i ich partnerom, prawo do korzystania z darmowych przejazdów środkami komunikacji miejskiej. To pierwszy przypadek uznania praw par homoseksualnych w Polsce.
W 2007 roku Chorzowski Miejski Ośrodek Pomocy Społecznej podjął precedensową decyzję usankcjonowania prawa do pomocy społecznej pary homoseksualnej.

#### Projekty ustaw

##### Konkubinaty
W 2002 r. posłanka SLD Joanna Sosnowska zaproponowała ustawę o konkubinatach, która umożliwiałaby konkubinatom osób tej samej lub różnej płci wspólne opodatkowywanie, zaciąganie kredytów, kupno mieszkania i opiekę w razie pobytu w szpitalu.

##### Związki partnerskie
- projekt senator Marii Szyszkowskiej

Pod koniec 2003 r. senator Maria Szyszkowska (SLD), zaproponowała projekt regulujący kwestię związków partnerskich dla par tej samej płci, podobny do francuskiej ustawy „PACS”. Projekt został wniesiony przez grupę senatorów 10 grudnia 2003 r. (druk 548) i niemal od razu został skierowany przez Marszałka Senatu do prac w Komisji Ustawodawstwa i Praworządności oraz Komisji Polityki Społecznej i Zdrowia, które na wspólnych posiedzeniach 10 lutego oraz 29 lipca 2004 r. przeprowadziły pierwsze czytanie projektu, wprowadziły poprawki i przygotowały własne sprawozdanie, wnosząc o przyjęcie przez Senat projektu ustawy o rejestrowanych związkach między osobami tej samej płci.
Podczas drugiego czytania na posiedzeniu Senatu zostały złożone wnioski o charakterze legislacyjnym, dlatego projekt trafił ponownie do Komisji Ustawodawstwa i Praworządności oraz Komisji Polityki Społecznej i Zdrowia, które na wspólnym posiedzeniu 18 listopada 2004 r. przyjęły część z nich oraz wniosły o przyjęciu przez Senat projektu ustawy oraz projektu uchwały w sprawie wniesienia projektu ustawy do Sejmu.
Trzecie czytanie odbyło się na posiedzeniu 3 grudnia 2004 r. Projekt został przyjęty 38 głosami za, przy 23 przeciw i 15 wstrzymujących się. Projekt ustawy przekazano do Sejmu w dniu 22 grudnia 2004 r., jednakże ówczesny marszałek Sejmu Włodzimierz Cimoszewicz nie skierował go do dalszych prac.
W 2005 r. grupa senatorów i senatorek próbowała wycofać przekazany już do Sejmu projekt, składając projekt uchwały w sprawie inicjatywy ustawodawczej Senatu z 3 grudnia 2004 r. Swój projekt uzasadniali koniecznością oddania hołdu zmarłemu papieżowi Janowi Pawłowi II, jednak Senat odrzucił ich propozycję na 82. posiedzeniu w dniu 3 czerwca 2005 r.
- projekt SLD z 2011 r.

W maju 2011 r. projekt ustawy o umowie związku partnerskiego złożyła w Sejmie grupa posłów i posłanek SLD (druk 4418). Projekt ten został opracowany we współpracy z tzw. Grupą Inicjatywną (grupa aktywistów i aktywistek LGBT). Zakładał on m.in. możliwość zawierania „umowy związku partnerskiego”. W umowie tej „dwie osoby fizyczne, pozostające faktycznie we wspólnym pożyciu” określały „swoje wzajemne zobowiązania o charakterze majątkowym lub osobistym, w celu organizacji wspólnego życia”. Projekt nie precyzował, czy chodzi tu o osoby jednej czy różnych płci. Związek partnerski miał być zawierany w formie pisemnej w obecności notariusza, a następne zgłaszany kierownikowi urzędu stanu cywilnego. O jego wygaśnięciu miała decydować śmierć jednego z partnerów lub złożenie wspólnego oświadczenia o rozwiązaniu umowy o zawarciu związku. Gdyby na zakończenie związku zdecydowała się tylko jedna ze stron, wówczas umowa w sprawie jego zawarcia miała tracić ważność po upływie 6 miesięcy od daty złożenia przez nią takiego oświadczenia.
Zgodnie z projektem Sojuszu, osoby pozostające w związku partnerskim miały zagwarantowaną m.in. możliwość posiadania wspólnoty majątkowej, wspólnego opodatkowania i odmowy zeznań przeciwko partnerowi. Przysługiwało im też prawo do pochowania zmarłego partnera i dziedziczenia w pierwszej kolejności majątku po nim, a także starania się o rentę po zmarłym. Partner miał również, w razie śmierci drugiego z partnerów, możliwość starania się o prawo do przejęcia po nim umowy najmu mieszkania.
Projekt został skierowany 12 lipca 2011 r. do Komisji Sprawiedliwości i Praw Człowieka oraz Komisji Polityki Społecznej i Rodziny. Pierwsze czytanie projektu odbyło się na wspólnym posiedzeniu komisji 27 lipca 2011 r., na którym skierowano projekt do dalszych prac w podkomisji nadzwyczajnej (za wnioskiem opowiedziało się 29 osób, przeciwnych było 10 osób, 3 osoby wstrzymały się od głosu). Wkrótce jednak skończyła się kadencja Sejmu i projekt nie był dalej procedowany.
- projekty w Sejmie RP VII kadencji

W 2012 r. przygotowano trzy projekty ustaw o związkach partnerskich. Dwa z nich to wspólne projekty złożone przez grupę posłów i posłanek Ruchu Palikota i Sojuszu Lewicy Demokratycznej, a których sprawozdawcą był ówczesny poseł Robert Biedroń. Trzeci projekt to projekt grupy posłów i posłanek Platformy Obywatelskiej, przygotowany przez posła Artura Dunina.
Prace nad wspólnym projektem Ruchu Palikota i Sojuszu Lewicy Demokratycznej rozpoczęły się na samym początku kadencji, jesienią 2011 r. Do prac tych zostały zaproszone organizację reprezentujące społeczność LGBT, m.in. Miłość Nie Wyklucza. Na skutek różnic w podejściu do kształtu projektu zdecydowano się na złożenie dwóch projektów ustaw, a de facto do dwóch pakietów ustaw, ponieważ każdy z nich składał się z ustawy głównej (ustawa o związkach partnerskich) oraz ustawy wprowadzającej (ustawa Przepisy wprowadzające ustawę o związkach partnerskich).
Pierwszy z pakietów został złożony 16 lutego 2012 r. (druki 552 i 553), a drugi pakiet 22 maja 2012 r. (druki 554 i 555). Wkrótce potem, 29 sierpnia 2012 r., swój projekt ustawy o umowie związku partnerskiego przedstawił Artur Dunin (druk 825).
Do głosowania nad tymi projektami doszło dopiero w styczniu 2013 r. Po wielomiesięcznej debacie publicznej i naciskach na ówczesną Marszałek Sejmu – Ewę Kopacz. Na 32. Posiedzeniu Sejmu 25 stycznia 2013 r. wszystkie trzy projekty zostały odrzucone w pierwszym czytaniu (głosowania nr 45, 46, 47, 48 i 49)
Kilka dni później, 29 stycznia 2013 r., Sojusz Lewicy Demokratycznej ponownie złożył jeden z projektów (druki: 2381 i 2382). A Ruch Palikota zrobił to samo 1 lipca 2013 r. (druki 2383 i 2384). Projekty te skierowano 13 maja 2014 r. do pierwszego czytania, jednak nigdy się ono nie odbyło.
Posłowie Twojego Ruchu (wcześniej Ruch Palikota) próbowali doprowadzić do pierwszego czytania swojego projektu 17 grudnia 2014 r., składając wniosek o uzupełnienie porządku dziennego 83. posiedzenia Sejmu, jednak wniosek ten przepadł (głosowanie nr 6).
Natomiast 26 maja 2015 r. podjęto próbę o doprowadzenie do pierwszego czytania projektu SLD, poprzez uzupełnienie porządku dziennego 93. posiedzenia, ale wniosek ten także przepadł (głosowanie nr 1).
W sierpniu 2015 r. posłowie Twojego Ruchu raz jeszcze podjęli próbę doprowadzenia do pierwszego czytania swojego projektu, ale ponownie odrzucono ich wniosek o uzupełnienie porządku dziennego (głosowanie nr 1 na 98. posiedzeniu).
Wobec zakończenia kadencji Sejmu, prace nad tymi projektami zostały zarzucone zgodnie z zasadą dyskontynuacji.
- projekt Nowoczesnej z 2018 r.

W kwietniu 2018 r. projekt ustawy o związku partnerskim złożyła w Sejmie grupa posłów i posłanek Nowoczesnej. Projekt ten został opracowany we współpracy z aktywistami i aktywistkami LGBT. W założeniach był zbliżony do wcześniejszych projektów Ruchu Palikota i Sojuszu Lewicy Demokratycznej, ale przewidywał m.in. możliwość adopcji dziecka partnera/partnerki. Składał się z ustawy głównej (ustawa o związku partnerskim) oraz ustawy wprowadzającej (ustawa Przepisy wprowadzające ustawę o związku partnerskim). 13 lipca 2019 r. przewodniczący PO Grzegorz Schetyna w ramach forum programowego Koalicji Obywatelskiej zapowiedział wprowadzenie rejestrowanych związków partnerskich (wobec których stanowisko PO wcześniej ewoluowało).

##### Adopcja
W lipcu 2020 r. prezydent Andrzej Duda złożył projekt zmiany Konstytucji, który zakazałby adopcji dzieci przez osoby pozostające w związkach jednopłciowych.

##### Zakaz marszów równości
W sierpniu 2021 fundacja „Życie i Rodzina” Kai Godek złożyła w Sejmie 140 tysięcy podpisów pod obywatelskim projektem ustawy „Stop LGBT”, który przewiduje zakaz organizowania marszów równości. Projekt miał swoje pierwsze czytanie w Sejmie 28 października 2021 roku i 29 października został skierowany do dalszego procedowania w komisji administracji i spraw wewnętrznych.

#### Procesy sądowe na rzecz uznania

##### Ustanawianie małżeństw osób tej samej płci w Polsce
W listopadzie 2015 r. działalność zaczęła Koalicja na Rzecz Związków Partnerskich i Równości Małżeńskiej mająca na celu uznanie związków osób tej samej płci w formie małżeństw lub związków partnerskich.
Do grona prawników i prawniczek wchodzących w skład Koalicji należą przedstawiciele organizacji pozarządowych: Paweł Knut (Kampania Przeciw Homofobii), Dorota Pudzianowska (Helsińska Fundacja Praw Człowieka) oraz Krzysztof Śmiszek (Polskie Towarzystwo Prawa Antydyskryminacyjnego), wspierani przez prawników i prawniczki praktykujący w kancelariach prawnych: r.pr. Marcin Górski (Tataj Górski Adwokaci), Krystian Legierski, adw. Małgorzata Mączka-Pacholak, adw. Paweł Osik, adw. Mikołaj Pietrzak i r. pr. Ewa Ryczko (cała czwórka z kancelarii Pietrzak Sidor & Wspólnicy) oraz r. pr. Marcina Wojciechowskiego. Projekt koordynuje Miłość Nie Wyklucza i Kampania Przeciw Homofobii.
Założeniem działań litygacyjnych było podjęcie próby zawarcia małżeństwa w Polsce przez pięć par jednopłciowych, przy założeniu, że polskie prawo przewiduje taką możliwość jedynie w przypadku par różnopłciowych (kobieta + mężczyzna). W tym celu poszczególne pary złożyły w Urzędach Stanu Cywilnego dokumenty potwierdzającego możliwość zawarcia małżeństwa. Po odmowie przyjęcia tych dokumentów złożone zostały odwołania do sądu. Założeniem były także negatywne wyroki polskich sądów, co umożliwiło wniesienie pięciu skarg do Europejskiego Trybunału Praw Człowieka. Jeśli Trybunał przyzna rację skarżącym, jego orzeczenie zobowiąże Polskę do uchwalenia prawa umożliwiającego formalizowanie związków par osób tej samej płci.

##### Uznanie małżeństw osób tej samej płci zawarte poza Polską
W 2015 Wojewódzki Sąd Administracyjny (WSA) w Gdańsku odmówił uznania małżeństwa zawartego w E. w nieokreślonym kraju. W 2018 Naczelny Sąd Administracyjny (NSA) odmówił uznania w Polsce ich małżeństwa.
W 2017 WSA w Warszawie odmówił uznania małżeństwa zawartego w Wielkiej Brytanii. Wyrokiem NSA oddalono skargę. Skarżąca strona wyraziła gotowość na kontynuację postępowanie włącznie z ETPCz, co też uczyniono, a sprawa trwa w toku jako Andersen przeciw Polsce.

### Potomstwo
- Adopcja dzieci

Adopcja przez pary jednopłciowe
 Nie.
Adopcja pasierba (dziecka biologicznego lub adopcyjnego) przez partnera rodzica
 Brak możliwości.
Automatyczne uznanie partnera jako rodzica
 Brak.
- Dostęp do zapłodnienia in vitro (IVF) dla par lesbijek

 Brak.
- Alimenty

 Brak dla par osób tej samej płci.

#### Odmawianie obywatelstwa polskiego
Organy państwa polskiego również mają historię odmawiania obywatelstwa dzieciom par osób tej samej płci m.in.:
 bliźniakom urodzonym w USA, będącym biologicznymi dziećmi obywatela Polski
 dziecko obywatelki Polski i obywatelki Wielkiej Brytanii (matką biologiczną jest Brytyjka), choć Wielka Brytania uznaje obydwie za matki
 czterem dziewczynkom urodzonym w USA, wychowywanym przez obywatela polskiego i jego męża

#### Uznanie pary homoseksualnej jako rodziców
/ Sytuacja niejasna. W 2018 nastąpiła zmiana od konsekwentnego odmawiania parom homoseksualnym uznania ich jako rodziców. Wojewódzki Sąd Administracyjny w Poznaniu unieważnił decyzję urzędu stanu cywilnego i wojewody, którzy odmówili parze lesbijek transkrypcji brytyjskiego aktu urodzenia ich dziecka. Zdaniem sądu odmawianie obligatoryjnej transkrypcji skutkuje sytuacją, w której obywatel nie ma dostępu do polskiego systemu oświaty, opieki zdrowotnej, jak i możliwości podróżowania do innych krajów, naruszając podstawowe prawa obywatela. Sąd wyjaśnił, że przepisy nie przeszkadzają w transkrypcji aktu urodzenia. Nie jest nim też formularz. Mogłoby to nastąpić w ten sposób, że w rubryce „dane rodziców” zostałyby wpisane dane matki, a rubryka „ojciec” pozostałaby pusta. Odnosząc się do transkrypcji, zaznaczył, że należy zaakceptować to, że transkrypcje praktycznie nigdy nie są idealnymi odzwierciedleniami zagranicznych aktów cywilnych. W czerwcu 2018 NSA oddalił jednak skargę w sprawie transkrypcji aktu urodzenia dziecka lesbijek.

## Osoby transpłciowe
Prawne uznawanie korekty płci
     Brak uznania korekty płci
     Niejasne lub brak danych

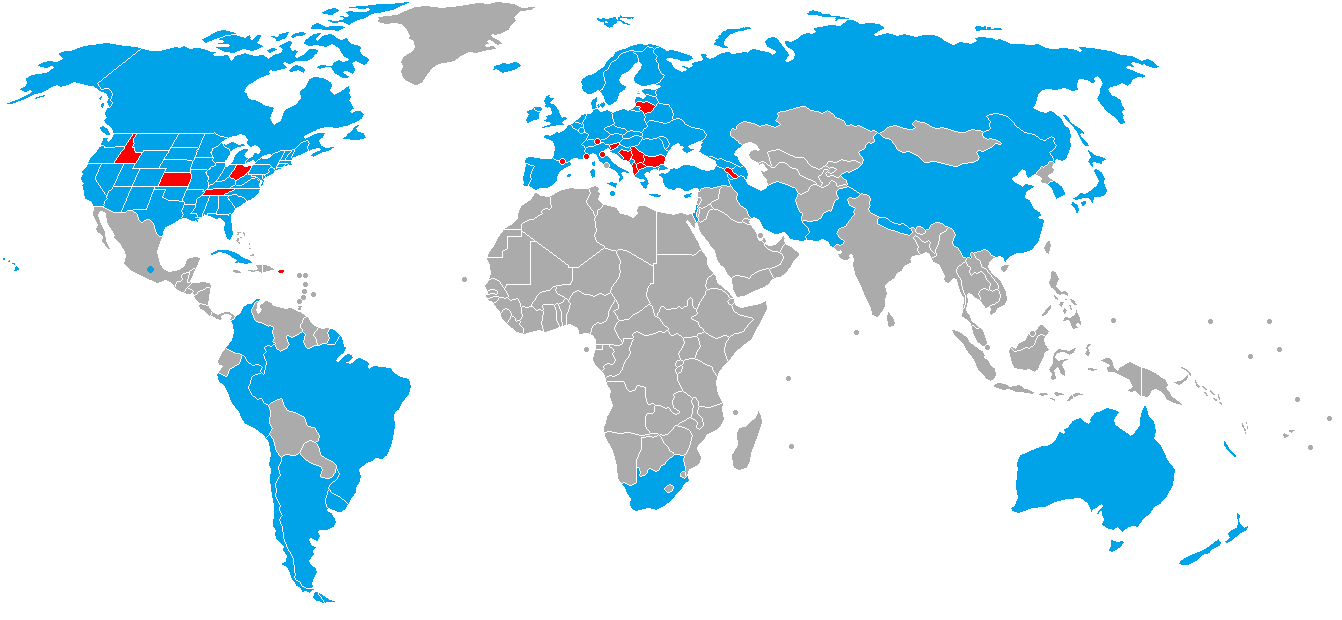
Prawa dotyczące korekty prawnej płci.
Prawne uznawanie korekty płci
Brak uznania korekty płci
Niejasne lub brak danych

Osoby transpłciowe narażone są na przemoc motywowaną uprzedzeniami w największym stopniu spośród ogółu osób LGBTQ żyjących w Polsce. Stanowią również grupę najbardziej narażoną na przemoc fizyczną oraz seksualną, których doświadczenie wiąże się z istotnie wyższym ryzykiem występowania ideacji oraz prób samobójczych. 4 marca 2025 Sąd Najwyższy wydał uchwałę, zgodnie z którą żądanie zmiany oznaczenia płci w akcie urodzenia podlega rozpoznaniu przez sąd w postępowaniu nieprocesowym, a oprócz wnioskodawcy uczestnikiem postępowania może być tylko jego małżonek.
Organizacje Transgender Europe oraz Trans-Fuzja zakwalifikowały popełnione w Polsce w 2011 morderstwo (w którym mężczyzna zabił drugiego, który catfishował go przez SMSy jako kobieta) jako morderstwo na tle transfobii i wliczają je (jako jedyne w Polsce) do statystyk projektu Trans Murder Monitoring.
Do aspektów dotyczących osób transpłciowych wliczają się:
- Prawo do korekty płci

 Tak, z potencjalnymi problemami praktycznymi.
Prawo do korekty płci nie jest jednak jasno uregulowane. Po operacji korekty płci, matka lub ojciec, który zmienia płeć, staje się rodzicem dla swoich dzieci, z powodu problemów wynikających z kodeksu rodzinnego. W niektórych wyrokach o zmianie płci zwracano uwagę na to, by orientacja powoda była heteroseksualna lub wizerunek płciowy dostatecznie wiarygodny. Proces wymaga pozwania rodziców, co prowadzi do konfliktów rodzinnych i przeciągania procesu. Tryb też jest przedłużany ponad miarę. Ale jest zarejestrowany w PESEL. „płeć (w przypadku zmiany danych: data oraz nazwa urzędu, który dokonał zmiany),”
- Możliwość administracyjna korekty płci

/ Możliwe w niektórych przypadkach, jednak z przeszkodami. W praktyce jednak zidentyfikowano następujące problemy, spośród które niektóre są przeszkodą dla korekty płci:
- brak refundacji chirurgicznych procedur korekty płci (np. operacje na genitaliach, operacje feminizujące twarzy)
- brak w całym polskim systemie zdrowia procedur chirurgicznej korekty płci genitalnej transmężczyzn
- traktowanie przez system społecznej ochrony zdrowia operacyjnych procedur korekty płci jako estetycznych operacji plastycznych
- brak zniżki na leki hormonalne dla osób transpłciowych w trakcie terapii, podczas gdy zniżka na te leki jest stosowana wobec innych grup pacjentów
- niedostateczna wiedza większości lekarzy i pracowników systemu ochrony zdrowia na temat transpłciowości skutkująca dyskryminacją i niewłaściwym traktowaniem osób transpłciowych w systemie służbie zdrowia
- prowadzenie kuracji hormonalnej przez psychiatrów i seksuologów bez posiadania dostatecznej wiedzy endykryologicznej.
- Prawo do zmiany imienia i nazwiska

 Tak. Wyłącznie po prawnej zmianie płci. Ale jest zarejestrowany w PESEL. „Poprzednie nazwiska i imiona wraz z datą ich zmiany oraz nazwą urzędu, który dokonał zmiany,”
- Prawo do samookreślenia płci

 Brak.
- Prawo do korekty płci bez przymusu przebycia operacji chirurgicznej korekty płci

 Tak.
- Dostęp dla osób niepełnoletnich

 Brak.
- Uznanie niebinarności

 Brak.
- Brak wymogu przymusowego poddania się interwencji medycznej

 Istnieje wymóg przymusowego poddania się interwencji medycznej. Muszą zajść „trwałe i nieodwracalne zmiany”.
- Brak wymogu przymusowego poddania się interwencji chirurgicznej

 Brak przymusu poddania się interwencji chirurgicznej.
Operacja na narządach płciowych (sex-reassignment-surgery) może się odbyć wyłącznie po prawnej zmianie płci.
- Brak przymusu poddania się sterylizacji

 Brak przymusu sterylizacji.
- Brak wymogu rozwodu z partnerem

 By zmienić płeć, konieczny jest rozwód, nawet wbrew woli małżonków.
- Brak wymogu dostarczenia diagnozy lub opinii psychologicznej o zaburzeniu tożsamości płciowej

 Istnieje wymóg dostarczania diagnozy lub opinii.
Sama diagnoza odbywa się też czasami w formie szantażu i wymuszenia: żądania zaświadczenia o operacjach chirurgicznych, przedłużania procedur, wymuszania wysokich stawek za leczenie.
- Zakaz podejmowania interwencji medycznej wobec osób interpłciowych bez ich zgody i świadomej decyzji

 Lekarze mogą podejmować interwencję bez zgody.
- Prawo adresuje zbrodnię nienawiści

 Nie.
- Ochrona przed mową nienawiści

 Brak.
- Zaangażowanie w poruszanie kwestii nienawiści

 Brak.
- Możliwość służby wojskowej

 Brak.
- Konwencja o wzajemnym uznawaniu decyzji o zmianie płci

 Konwencja (ang. Convention on the recognition of decisions recording a sex reassignment, fr. Convention relative à la reconnaissance des décisions constatant un changement de sexe), której celem jest wzajemne uznawanie decyzji o zmianie płci przez jej sygnatariuszy, nie została przez Polskę podpisana ani ratyfikowana.
- Prawo do azylu na podstawie tożsamości płciowej

 Brak.
- Wsparcie azylantów w kraju

 Brak.
- Możliwość poślubienia osoby o przeciwnej płci prawnej, po zmianie płci prawnej u osoby transpłciowej

 Tak.
- Ochrona przed dyskryminacją

 Przepis w konstytucji – Zgodnie z art. 32 ust. 2 konstytucji RP: „Nikt nie może być dyskryminowany w życiu politycznym, społecznym lub gospodarczym z jakiejkolwiek przyczyny”.
- Uznanie rodzicielstwa

 Brak.
- Depatologizacja w systemie ochrony zdrowia

 Brak. W Polsce stosuje się nieaktualny ICD-10, który jasno określa transseksualizm jako zaburzenie (F64.0). Aktualny ICD-11 depatologizuje transseksualność.

## Przemoc wobec osób LGBT

### Stan ogólny
Raporty narodowe, np. KPH badają problem przemocy wobec osób LGBT, ale przemoc homofobiczna w Polsce jest też skierowana wobec osób postrzeganych jako homoseksualne (np. pobicie lub dźganie nożem).

#### Raport KPH
Opublikowany w 2016 r. raport o Polsce na temat homofobicznych i transfobicznych przestępstwach z nienawiści zwraca uwagę na to, że:
- średnio 3 na 10 osób LGBT doświadczyło przemocy fizycznej i/lub psychicznej w ciągu ostatnich pięciu lat,
- 37,6 proc. gejów i 33,3 proc. mężczyzn biseksualnych doświadczyło przemocy,
- przemocy doświadczyło też 24,9 proc. lesbijek, 22,9 proc. osób queer, aseksualnych i interpłciowych, 15,7 proc. kobiet biseksualnych,
- najczęściej przemocy doświadczają osoby transpłciowe – aż połowa z nich,
- osoby LGBT najczęściej doświadczają takich form przemocy, jak atak fizyczny (27,2 proc.), groźby przemocy fizycznej (19,7 proc.) i wyzwiska (18,2 proc.),
- mężczyźni stanowią 66,5 proc. sprawców przemocy motywowanej homofobią,
- do aktów przemocy wobec osób LGBT najczęściej dochodzi w przestrzeni publicznej (33,5 proc.), w szkołach i uczelniach (26 proc.) i domu (9 proc.),
- tylko 8,2 proc. osób, które doświadczyły przemocy fizycznej, zgłosiły ten fakt na policję,
- co 5. osoba LGBT doświadczyła homofobii lub transfobii w kontakcie z policją, 57,1 proc. było zniechęcanych przez policję do zgłaszania przestępstw motywowanych nienawiścią[185][186], jednak pomimo zniechęcania zawiadomienie o popełnieniu przestępstwa przyjęto w większości przypadków (81%)[187].

#### Przemoc wobec dzieci homoseksualnych
Według raportu Przemoc motywowana homofobią, przemoc psychiczna wobec osób nieheteroseksualnych w szkole najczęściej występuje pod postacią przemocy słownej, głównie zaczepek słownych, ubliżania i poniżania. Do większości z nich dochodzi właśnie w szkołach (23,7%). W tych samych badaniach zaprezentowano dane, które informują, iż sprawcami przemocy werbalnej są najczęściej znajomi ze szkoły bądź uczelni (42,2%). Dodatkowo około 3,5% sprawców przemocy werbalnej stanowią nauczyciele.
Według tego samego raportu, przemoc fizyczna powodowana homofobią najczęściej przejawia się w formie szarpania, kopania, uderzania. W 46% sprawcami są osoby ze szkoły bądź uczelni poszkodowanego, w 19,8% miejscem zdarzenia jest szkoła. Pobicia w 29% dokonują znajomi ze szkoły, 24% wszystkich ataków powodowanych homofobią ma miejsce w szkołach.
Fundacja Lambda podejmuje działania mające na celu zaadresowanie problemu homofobii w szkołach.

## Sytuacja polityczna

### Demonizacja osób LGBT

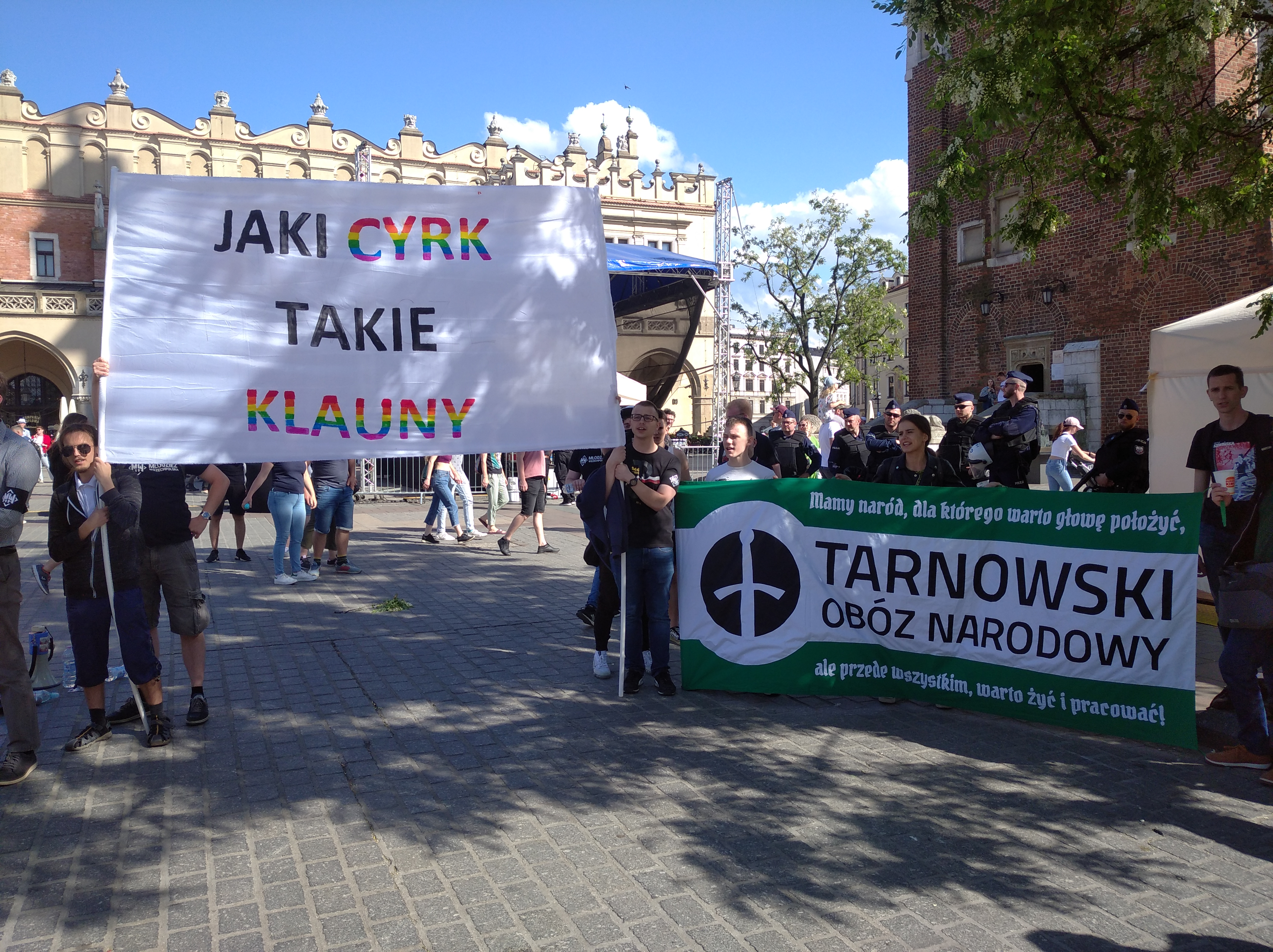
Ośmieszanie osób LGBT w trakcie demonstracji przeciwko marszowi równości w Krakowie (2022).

Raport ILGA Europe zwraca uwagę na retorykę prawicowej partii Prawo i Sprawiedliwość skierowaną przeciwko osobom LGBT. 3 października 2019 Rada Europy wydała oświadczenie potępiającą mowę nienawiści i odczłowieczającą retorykę ze strony polityków i innych osób publicznych, która nasiliła się w 2018 i 2019.
Również zdaniem części obserwatorów życia publicznego w Polsce, osoby LGBT są w Polsce współcześnie celem nagonki. Nagonka ta ma wykorzystywać społeczną niewiedzę i negatywne stereotypy o gejach i lesbijkach i jest inspirowana w znacznej mierze przez polityków partii Prawo i Sprawiedliwość, publicznej stacji telewizyjnej TVP pod jej narracją, jak również prawicowych i konserwatywnych aktywistów. Niektórzy naukowcy uważają kreacja osób LGBT jako „obcego”, „wroga” jest wykorzystywana w walce politycznej. Zdaniem niektórych komentatorów „kampania anty-LGBT” była wykorzystywana w kampanii wyborczej podczas wyborów parlamentarnych w 2019 roku oraz prezydenckich w 2020 roku przez partię PiS m.in. w celu mobilizacji elektoratu.
Zdaniem posłanki klubu Lewicy Pauliny Matysiak prawica tworzy figurę wroga, która służy jej do uzasadniania swoich porażek:

Zamiast mierzyć się z realnymi zagrożeniami tworzycie sobie figurę wroga, pokazujecie palcem na geja, lesbijkę, młodego chłopaka upokarzanego w swojej szkole, pokazujecie na dwóch mężczyzn trzymających się za ręce i mówicie: „to jest wasz wróg”, a za waszym palcem jak na rozkaz z ambon i odbiorników telewizyjnych w całej Polsce leje się podła szczujnia. Ktoś was ośmieszył na arenie międzynarodowej - wina LGBT. Nie umiecie przeprowadzić czegokolwiek żeby nie poprzewracać się o własne nogi - wina LGBT. Nie macie odwagi głośno i wyraźnie potępić pedofilii w kościele katolickim - wina LGBT. Rosną ceny prądu – wina LGBT. Ale LGBT to nie jest ideologia, to ludzie z krwi i kości.

Efektami nagonki są wzrost poziomu homofobii, również w formie przestępstw nienawiści, i utrzymanie klimatu strachu i prześladowania.

### Stanowiska partii politycznych
Ugrupowania określające się jako lewicowe, centrolewicowe lub liberalne takie jak m.in.: Nowoczesna, Partia Razem, Nowa Lewica, Partia Zieloni, PO, Polska 2050 deklarują w różnym stopniu poparcie dla postulatów środowisk osób LGBT odnośnie do zrównania ich statusu z parami heteroseksualnymi, a niektóre z nich zawarły to w swoim programie. Niektóre partie nie obejmują w owej dyskusji jasnego stanowiska, bądź mimo poparcia dla niektórych udogodnień, jak związki partnerskie, nie opowiadają się bezpośrednio po stronie środowisk LGBT, np. PSL. Ugrupowania odwołujące się do poglądów narodowo-konserwatywnych, nacjonalistycznych, chrześcijańsko-demokratycznych, konserwatywno-liberalnych, lub liberalnych takie jak PiS, K15 czy Konfederacja są częściowo lub całkowicie przeciwne legalizacji małżeństwa lub innej formy związków homoseksualnych.
| Postulat                         | Partia polityczna | Partia polityczna | Partia polityczna | Partia polityczna | Partia polityczna | Partia polityczna | Partia polityczna |
| Postulat                         | PiS               | KO                | Polska 2050       | PSL               | Nowoczesna        | Konfederacja      | Lewica            |
| -------------------------------- | ----------------- | ----------------- | ----------------- | ----------------- | ----------------- | ----------------- | ----------------- |
| Małżeństwo osób tej samej płci   |                   |                   |                   |                   | [ 207 ]           |                   | [ 208 ]           |
| Rejestrowane związki partnerskie |                   | [ 205 ]           | [ 209 ]           |                   | [ 207 ]           |                   | [ 208 ]           |

### Poparcie dla równouprawnienia
Według wszystkich przeprowadzonych w latach 2001–2019 badań opinii społecznej na temat poparcia dla praw osób LGBT, Polacy są w większości przeciwni legalizacji małżeństw osób tej samej płci, jak i adopcji dzieci przez pary tej samej płci. Ponadto większość Polaków nie uważa homoseksualizmu za normę. Zgodnie z większością badań w polskim społeczeństwie przeważają przeciwnicy legalizacji rejestrowanych związków partnerskich dla par tej samej płci, podczas gdy dla par różnopłciowych przeważają zwolennicy.
Według badań CBOS w latach 2001–2013 akceptacja dla praw osób homoseksualnych powoli rosła. Od 2017 roku CBOS notuje zahamowanie trendu wzrostowego, zaś badania IPSOS pokazują jego kontynuację.
W akceptacji dla praw osób LGBT notuje się różnice w zależności od uwarunkowań społecznych. W 2013 roku wg badania TNS Polska małżeństwa homoseksualne gotowych było akceptować 22% ludzi, którzy ukończyli studia wyższe, i 9% osób z wykształceniem podstawowym. IBRiS podaje, że w 2019 roku w grupie wiekowej 18-24 zwolennicy związków partnerskich utrzymywali przewagę nad ich przeciwnikami (46% do 34% badanych). Podobnie w grupie tej przeważają również zwolennicy adopcji dzieci przez takie pary (45% do 38% badanych).
CBOS w badaniu z 2008 roku zauważa, iż: 

na opinie w tej sprawie silny wpływ mają: wiek, wykształcenie i miejsce zamieszkania respondentów. Największą akceptację wyrażają ludzie młodzi, dobrze wykształceni, z największych miast. Kobiety nieco częściej niż mężczyźni zgadzają się na prawne uznanie takich związków. Na zróżnicowanie opinii dotyczących tej kwestii mają wpływ też praktyki religijne: respondenci uczestniczący w nich przynajmniej raz w tygodniu w większości są przeciwni nadawaniu mocy prawnej takim związkom, natomiast badani biorący udział w nabożeństwach sporadycznie lub niepraktykujący w większości wyrażają akceptację.

 Ponadto:

Osobista znajomość geja lub lesbijki ma silny związek z opiniami o legalizacji związków homoseksualistów. Osoby, które zetknęły się z nimi bezpośrednio, zdecydowanie częściej niż pozostałe sądzą, że pary homoseksualne powinny mieć prawo zawierania legalnych związków (zarówno partnerskich, jak i małżeńskich).

| Poparcie praw LGBT              | 2001 CBOS | 2001 CBOS | 2002 CBOS | 2002 CBOS | 2003 CBOS | 2003 CBOS | 2005 CBOS | 2005 CBOS | 2008 CBOS | 2008 CBOS | 2010 CBOS | 2010 CBOS | III 2011³ TNS OBOP | III 2011³ TNS OBOP | VI 2011 CBOS | VI 2011 CBOS | VI 2012 CEAPP | VI 2012 CEAPP | 2013 CBOS | 2013 CBOS | III 2013 OBOP | III 2013 OBOP | VI 20135 Homo Homini | VI 20135 Homo Homini | 2017 CBOS | 2017 CBOS | VI 2017 IPSOS | VI 2017 IPSOS | VI 2019 IPSOS | VI 2019 IPSOS | 2019 CBOS | 2019 CBOS | XII 2019 IBRiS | XII 2019 IBRiS | 2023 IPSOS | 2023 IPSOS |
| Poparcie praw LGBT              | TAK       | NIE       | TAK       | NIE       | TAK       | NIE       | TAK       | NIE       | TAK       | NIE       | TAK       | NIE       | TAK                | NIE                | TAK          | NIE          | TAK           | NIE           | TAK       | NIE       | TAK           | NIE           | TAK                  | NIE                  | TAK       | NIE       | TAK           | NIE           | TAK           | NIE           | TAK       | NIE       | TAK            | NIE            | TAK        | NIE        |
| ------------------------------- | --------- | --------- | --------- | --------- | --------- | --------- | --------- | --------- | --------- | --------- | --------- | --------- | ------------------ | ------------------ | ------------ | ------------ | ------------- | ------------- | --------- | --------- | ------------- | ------------- | -------------------- | -------------------- | --------- | --------- | ------------- | ------------- | ------------- | ------------- | --------- | --------- | -------------- | -------------- | ---------- | ---------- |
| legalność kontaktów seksualnych | 40%       | 42%       |           |           | 38%       | 36%       | 40%       | 42%       | 37%       | 37%       | 42%       | 37%       |                    |                    |              |              |               |               |           |           |               |               |                      |                      |           |           |               |               |               |               |           |           |                |                |            |            |
| organizacje manifestacji        |           |           |           |           |           |           | 20%       | 74%       | 27%       | 66%       | 30%       | 64%       |                    |                    |              |              |               |               |           |           |               |               |                      |                      |           |           |               |               |               |               |           |           |                |                |            |            |
| publiczne „afiszowanie się”     |           |           |           |           |           |           | 16%       | 78%       | 25%       | 69%       | 29%       | 64%       |                    |                    |              |              |               |               | 30%       | 63%       |               |               |                      |                      | 32%       | 62%       |               |               |               |               | 28%       | 67%       |                |                |            |            |
| związki partnerskie             |           |           | 15%1      | 76%1      | 34%       | 56%       | 46%2      | 44%2      | 41%4      | 48%4      | 45%       | 47%       | 54%                | 41%                | 25%          | 65%          | 23%           | 65%           | 33%       | 60%       | 47%           | 53%           |                      |                      | 36%       | 56%       | 52%           | 43%           | 56%           | 38%           | 35%       | 60%       | 36,0%          | 54,2%          | 67%        | 33%        |
| małżeństwa                      | 24%       | 69%       |           |           |           |           | 22%       | 72%       | 18%       | 76%       | 16%       | 78%       | 27%                | 68%                |              |              |               |               | 26%       | 68%       |               |               | 27%                  | 69%                  | 30%       | 64%       | 38%           | 57%           | 41%           | 54%           | 29%       | 66%       | 27,2%          | 64,6%          | 35%        | –          |
| prawa do adopcji                | 8%        | 84%       |           |           | 8%        | 84%       | 6%        | 90%       | 6%        | 90%       | 6%        | 89%       | 7%                 | 90%                |              |              |               |               | 8%        | 87%       |               |               | 14%                  | 84%                  | 11%       | 84%       | 16%           | 80%           | 18%           | 77%           | 9%        | 84%       | 16,7%          | 73,1%          | 33%        | 54%        |

1 – pytano o „konkubinat dwóch osób jednej płci żyjących wspólnie w związku intymnym”

2 – pytano o „niemałżeńskie związki homoseksualne”

3 – sondaż przeprowadzono na grupie 500 osób

4 – pytano o „związki niebędące małżeństwem”

5 – zadano pytanie o związki partnerskie zarówno dla par jedno- jak i różnopłciowych.
| Poparcie Polaków wobec                                                              | Za  | Przeciw |
| ----------------------------------------------------------------------------------- | --- | ------- |
| małżeństw homoseksualnych (GfK Polonia, III 2010)                                   | 16% | 80%     |
| adopcji dzieci przez pary homoseksualne (GfK Polonia, III 2010)                     | 5%  | 93%     |
| zawierania związków partnerskich przez pary homoseksualne (MB SMG/KRC, XI-XII 2011) | 23% | 64%     |
| adopcji dzieci przez pary homoseksualne (MB SMG/KRC, XI-XII 2011)                   | 16% | 73%     |
| zawierania związków partnerskich przez pary homoseksualne (Grupa IQS, VII 2012)     | 30% | 56%     |
| uznania małżeństw osób tej samej płci zawartych za granicą (Grupa IQS, VI 2018)     | 59% | 30%     |

| „Czy uważa Pan(i), że...”                                                     | CBOS, 2001 | CBOS, 2005 | CBOS, 2008 | CBOS, 2010 | CBOS, 2013 | CBOS, 2017 | CBOS, 2019 |
| ----------------------------------------------------------------------------- | ---------- | ---------- | ---------- | ---------- | ---------- | ---------- | ---------- |
| „homoseksualizm jest rzeczą normalną”                                         | 5%         | 4%         | 8%         | 8%         | 12%        | 16%        | 14%        |
| „homoseksualizm jest wprawdzie odstępstwem od normy, ale należy go tolerować” | 47%        | 55%        | 52%        | 63%        | 57%        | 55%        | 54%        |
| „homoseksualizm nie jest rzeczą normalną i nie wolno go tolerować”            | 41%        | 34%        | 31%        | 23%        | 26%        | 24%        | 24%        |
| „trudno powiedzieć”                                                           | 7%         | 6%         | 9%         | 6%         | 5%         | 5%         | 8%         |

| Akceptacja osoby homoseksualnej w roli (CBOS, VII 2005) | Gej | Gej | Gej               | Lesbijka | Lesbijka | Lesbijka          |
| Akceptacja osoby homoseksualnej w roli (CBOS, VII 2005) | Tak | Nie | Trudno powiedzieć | Tak      | Nie      | Trudno powiedzieć |
| ------------------------------------------------------- | --- | --- | ----------------- | -------- | -------- | ----------------- |
| sąsiada                                                 | 56% | 38% | 6%                | 54%      | 40%      | 6%                |
| współpracownika                                         | 45% | 50% | 5%                | 42%      | 53%      | 5%                |
| szefa                                                   | 41% | 53% | 6%                | 42%      | 53%      | 5%                |
| posła                                                   | 37% | 57% | 6%                | 38%      | 56%      | 6%                |
| nauczyciela                                             | 19% | 77% | 4%                | 21%      | 75%      | 4%                |
| opiekuna do dzieci                                      | 11% | 86% | 3%                | 14%      | 83%      | 3%                |
| księdza                                                 | 13% | 82% | 5%                | –        | –        | –                 |

| Hipotetyczna reakcja rodziców na wiadomość, że dziecko jest homoseksualistą (CBOS, VII 2005) | Ogólnie | Z tych, którzy znają osobiście geja lub lesbijkę |
| -------------------------------------------------------------------------------------------- | ------- | ------------------------------------------------ |
| Akceptuję homoseksualizm dziecka bez zastrzeżeń                                              | 6%      | 10%                                              |
| Godzę się z tym, ale z trudem                                                                | 47%     | 63%                                              |
| Nie godzę się z tym i spróbuję to zmienić                                                    | 38%     | 18%                                              |

| Poparcie dla związków partnerskich VI 2012 (sondaż CEAPP)                | dla par różnej płci | dla par różnej płci | dla par tej samej płci | dla par tej samej płci |
| Poparcie dla związków partnerskich VI 2012 (sondaż CEAPP)                | TAK                 | NIE                 | TAK                    | NIE                    |
| ------------------------------------------------------------------------ | ------------------- | ------------------- | ---------------------- | ---------------------- |
| związki partnerskie                                                      | 72%                 | 17%                 | 23%                    | 65%                    |
| prawo do otrzymania informacji medycznej o partnerze/partnerce           | 86%                 | –                   | 68%                    | –                      |
| prawa do dziedziczenia                                                   | 78%                 | –                   | 57%                    | –                      |
| prawa do wspólnego rozliczania się z podatków                            | 75%                 | –                   | 55%                    | –                      |
| prawa do dziedziczenia renty/emerytury po zmarłym/ej partnerze/partnerce | 75%                 | –                   | 55%                    | –                      |
| prawo do refundacji in vitro*                                            | 58%                 | –                   | 20%                    | -                      |
| prawa do adopcji                                                         | 65%                 | –                   | 16%                    | -                      |

Według badania Pew Research Center z 2023 roku, 41% Polaków popiera małżeństwa osób tej samej płci i 54% było przeciwko. Tym samym Polska miała najbardziej zbliżone wskaźniki do Korei Południowej (41% za i 56% przeciwko). W Europie znacznie mniejsze poparcie dla małżeństw osób tej samej płci zadeklarowali Węgrzy (31%), jednak w badaniu nie uwzględniono wielu państw, np. Rumunii. 

#### Naukowcy
Według raportu dotyczącego poglądów wśród polskich naukowców w roku 2018, naukowcy przeważająco popierają równouprawnienie osób LGBT:
- większość naukowców, jak i nienaukowców ma pozytywny stosunek wobec legalizacji jednopłciowych związków partnerskich w Polsce (więcej naukowców (75,4%), niż nienaukowców (57,6%) wyraziło swoją aprobatę), przy czym grupą najbardziej pozytywnie nastawioną wobec legalizacji jednopłciowych związków partnerskich byli naukowcy reprezentujący obszar nauk przyrodniczych (91,8%). Najmniej pozytywnie nastawieni byli naukowcy reprezentujący obszar nauk technicznych (56,7%),
- większość naukowców ma pozytywny stosunek wobec legalizacji małżeństw jednopłciowych w Polsce (66,1%), w porównaniu z 48,9% nienaukowców wyrażających pozytywny stosunek wobec legalizacji małżeństw jednopłciowych w Polsce (43,7% nienaukowców się temu sprzeciwia), przy czym grupą najbardziej pozytywnie nastawioną wobec legalizacji małżeństw jednopłciowych, byli naukowcy reprezentujący obszar nauk przyrodniczych (84,5%), a najmniej pozytywnie nastawieni byli naukowcy reprezentujący obszar nauk technicznych (44,2%)[232].

### Strefy wolne od LGBT

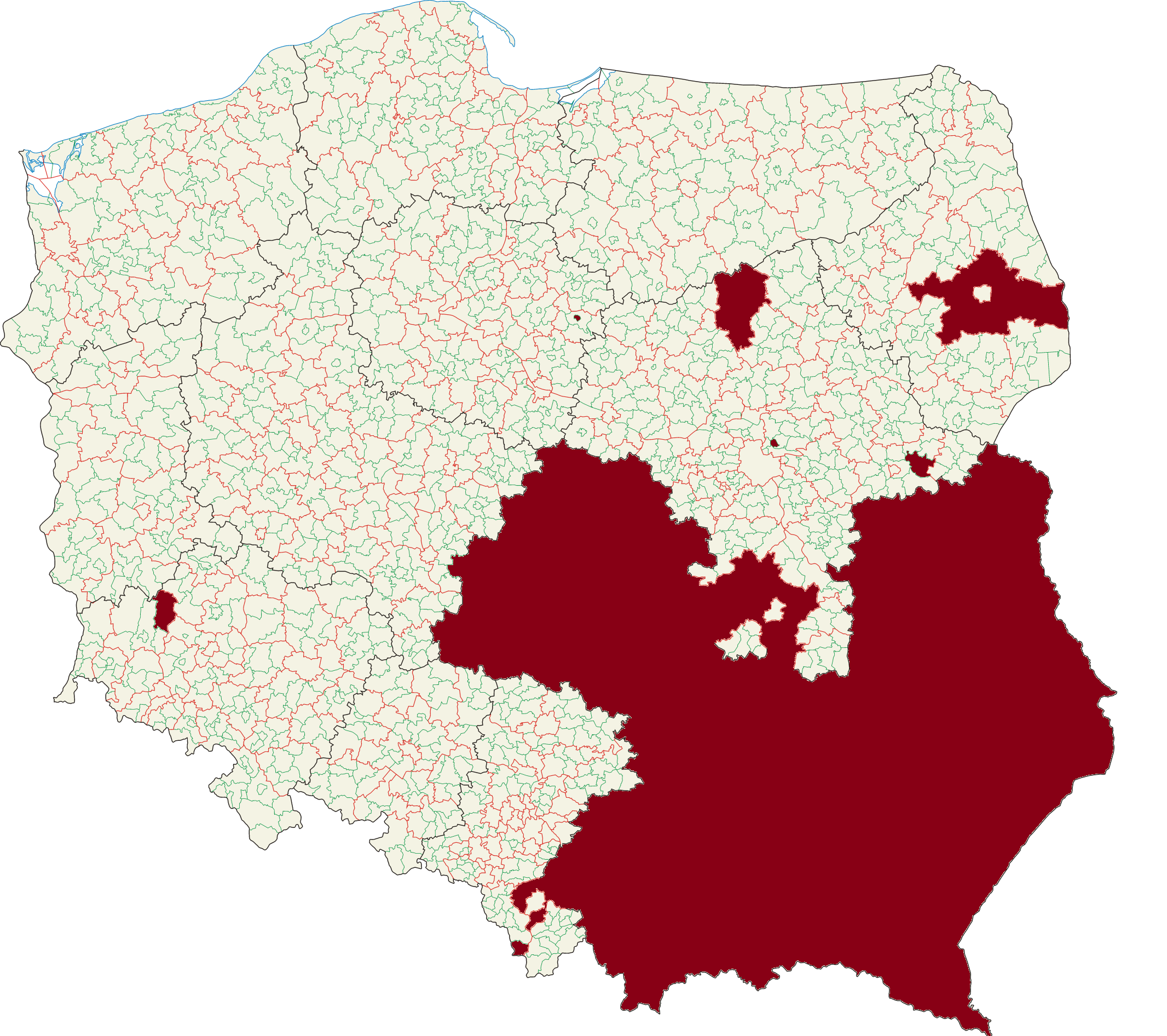
Strefy wolne od LGBT, styczeń 2020 rok

Niektóre jednostki samorządu terytorialnego w Polsce przyjęły uchwały, w których deklarują się jako „Strefy wolne od ideologii LGBT”. Samorządowcy oraz prawicowi protestujący domagający się „stref wolnych” otrzymali poparcie katolickiej hierarchii. Deklaracje spotkały się z opozycją społeczności, ale też zainteresowaniem zachodnich mediów, które zwróciły uwagę na pogarszającą się sytuację osób LGBT, np. BBC, Channel 4 oraz DW. W marcu 2020 pod Instytutem Polskim w Berlinie odbył się protest przeciw „strefom wolnym”, a w konteście przyjmowania przez Polskę ustaw o nich organizacja Pride in London zaapelowała do sekretarza spraw zagranicznych odnośnie do interwencji ws. „ciągłego łamania praw LGBT+ w Polsce”. Podobny protest zorganizowała w Londynie Peter Tatchell Foundation, wzywając do „zaprzestania ataków anty-LGBT+ ze strony rządu, Kościoła i skrajnie prawicowych ekstremistów”, wzywając przy tym do poszanowania społeczności LGBT+ w Polsce.

## Media i kultura

### Telewizja
W latach 2006–2008 telewizja iTV nadawała program Homofonia, pierwszy w Polsce program TV o tematyce dotyczącej osób LGBT.

### Film
Problem braku możliwości sformalizowania związków jednopłciowych jest tematem przewodnim pełnometrażowego filmu dokumentalnego „Artykuł osiemnasty” z 2017 r., w którym wypowiadają się m.in. Maria Szyszkowska, Ewa Łętowska, Monika Płatek, Adam Bodnar, Jacek Kochanowski, Agnieszka Graff, Lew Starowicz, Renata Kim, Eliza Michalik, Tomasz Raczek i Agnieszka Holland.

### Radio
Pierwszą audycją radiową w Polsce o tematyce dotyczącej osób LGBT był Gejzer w Antyradiu (wtedy stacja nazywała się Radio 94). Od 2006 roku radio TOK FM nadaje cotygodniową audycję radiową Lepiej późno niż wcale, poruszające problemy mniejszości seksualnych w Polsce. Od 2009 w serwisie Open.fm działa radio Queer.fm.

### Prasa
Najważniejszym czasopismem jest dwumiesięcznik społeczno-kulturalny Replika (wydawany od 2005 r.). Czasopisma, które zawiesiły działalność to m.in. miesięczniki Inaczej wydawane w latach 1990–2002 oraz Filo wydawane w latach 1986–2001.

### Organizacje społeczne
W Polsce działają organizacje osób LGBT o zasięgu ogólnokrajowym i regionalnym. Zajmują się one przede wszystkim niesieniem pomocy dostosowanej pod kątem potrzeb społeczności osób LGBT, np. w zakresie prawnym, psychologicznym, rodzinnym i zapewnienia dachu nad głową w sytuacjach kryzysowych, ale też walką o równouprawnienie związków par osób tej samej płci i organizacją marszy równości.

### Publikacje kulturalne
W 2009 wydany został przewodnik kulturalno-historyczny po Warszawie HomoWarszawa, która poprzez próbę zarysowania tęczowej historii Polski w różnych aspektach: polityce, kulturze, życiu społecznym i prywatnym.
W 2010 r. wydano album Ars Homo Erotica, towarzyszący wystawie pod tym samym tytułem. Ars Homo Erotica jest zanurzona w tradycji kultury, ale nawiązuje do aktualnej polityki praw mniejszości.
W 2017 r. opublikowano album OUT: LGBTQ Poland, będący jednocześnie zbiorem świadectw Polaków będących osobami LGBT, nawiązując bezpośrednio do sytuacji społeczności, jest testamentem dla walki o prawa osób LGBT.

#### Wirtualne Muzeum
W 2018 powstało Wirtualne muzeum historii LGBTQIA. Jest ono instytucją przechowywania pamięci i ochrony historii osób LGBT w Polsce. Do kolekcji przedmiotów historycznych znajdujących się w archiwum muzeum zalicza się ponad 1200 stron, na które składają się magazyny, gazety i listy, 10 filmów, około 80 plakatów i zdjęcia, które z zamierzeniem twórców muzeum będą publikowane sukcesywnie co kilka miesięcy.

### Wydarzenia

#### Festiwale
Wydarzenia kulturalne osób LGBT są obecne w Polsce od 1996 r., kiedy to zorganizowano po raz pierwszy Noc Walpurgii (festiwal). Do innych festiwalów zaliczają się też imprezy związane z kinem, np. LGBT Film Festival (Warszawa) oraz krakowski Trans*Festiwal.

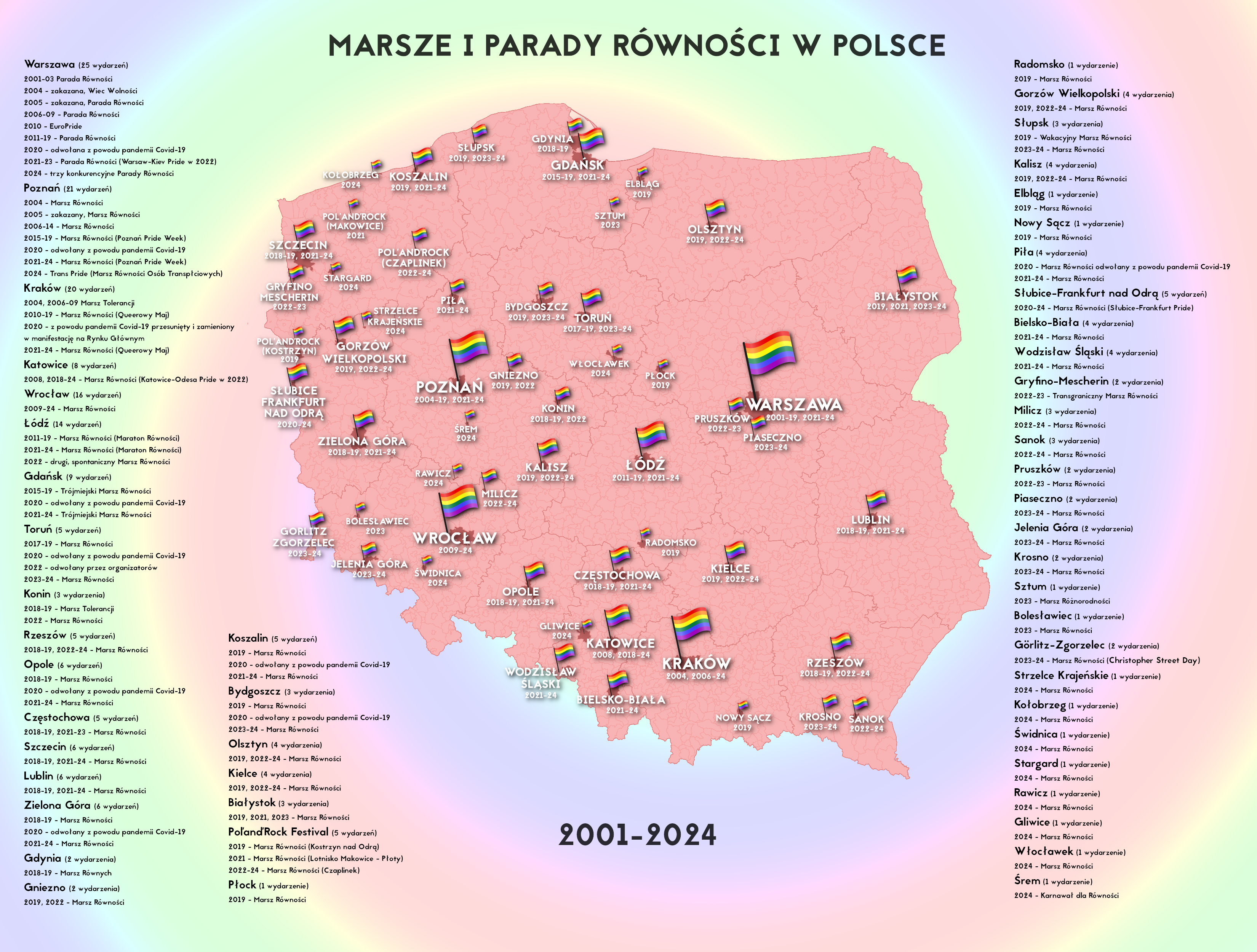
Mapa przedstawiająca Marsze i Paradę Równości w Polsce na przestrzeni lat

#### Marsze równości
Pierwszym marszem równości w Polsce był zorganizowany w 1995 r. Dzień Dumy Gejowskiej. Doroczne marsze przeciwko homofobii i dyskryminacji osób LGBT, organizowane są zwykle w radosnym stylu karnawałowym (Mardi Gras) przez gejów, lesbijki i inne mniejszości, do których dołączają też heteroseksualni sojusznicy osób LGBT. Do tych marszów zaliczają się:
- Parada Równości w Warszawie, od 2001 roku.
- Marsz Równości w Krakowie, po raz pierwszy zorganizowany w 2004 roku[257].
- Marsz Równości w Poznaniu, od 2005 roku[258].
- Marsz Równości we Wrocławiu, od 2009 roku[259].
- Marsz Równości w Łodzi, od 2011 roku[260].
- Marsz Równości w Trójmieście, od 2015 roku[261].
- Marsz Równości w Toruniu, od 2017 roku[262].
- Marsz Równości w Katowicach, od 2018 roku[263]. Wcześniej odbył się w 2008 roku Marsz równych szans dla wszystkich[264]
- Marsz Tolerancji w Koninie, od 2018 roku[265].
- Marsz Równości w Opolu, od 2018 roku[266].
- Marsz Równości w Rzeszowie, od 2018 roku[267].
- Marsz Równości w Szczecinie, od 2018 roku[268].
- Marsz Równości w Częstochowie, od 2018 roku[269]. Pierwszy Marsz Równości odbył się 8 lipca 2018 roku. W samym marszu, który przeszedł pod hasłem „Solidarność naszą bronią”, według szacunków Policji wzięło udział ok. 600 osób[270]. Sympatycy organizacji skrajnie prawicowych i konserwatywnych przy wsparciu pseudokibiców próbowali zakłócić manifestację. Blokady jednak nie powiodły się, a Marsz Równości w Częstochowie odbył się zgodnie z planem. Podczas I Marszu Równości w Częstochowie pierwszy raz użyto symbolu białego orła na tęczowym tle, który zdaniem środowisk konserwatywnych i prawicowych miał „profanować symbole narodowe”. W głośną debatę w tej sprawie zaangażował się m.in. ówczesny Minister Spraw Wewnętrznych i Administracji Joachim Brudziński[271]. Drugi Marsz Równości odbył się 16 czerwca 2019 roku. Do blokady wydarzenia i „obrony Jasnej Góry” zachęcali m.in. abp Wacław Depo, poseł Tomasz Jaskóła, lokalni radni Rady Miasta oraz Rzecznik Praw Dziecka Mikołaj Pawlak[272]. Mimo braku pozwolenia na demonstrowanie i zakazu wydanego przez prezydenta Częstochowy (z powodu pierwszeństwa zgłoszonego najpierw marszu równości) poseł Tomasz Jaskóła zachęcał częstochowian do blokowania pochodu, sugerując nawet możliwość „rozlewu krwi” w obronie Jasnej Góry[273]. Po II Marszu Równości w Częstochowie prezydent miasta wydał oświadczenie, w którym potępił stosowanie przemocy oraz nawoływanie do niej[274].
- Marsz Równości w Zielonej Górze, od 2018 roku[275].
- Marsz Równości w Lublinie, od 2018 roku[276].
- Marsz Równości w Kielcach, od 2019 roku[277].
- Marsz Równości w Białymstoku, od 2019 roku[278]. Pierwszy marsz miał ok. 800 maszerujących ochranianych przez 700 policjantów. Osoby uczestniczące w nim (zarówno maszerujący, jak i policjanci) zostały zaatakowane przez kilkukrotnie większą grupę chuliganów i konserwatywnych działaczy, którzy rzucali w nie kamieniami, szklanymi butelkami i innymi przedmiotami. Sprawcy również szarpali, kopali i opluwali uczestników, bili ich pięściami po głowie i w twarz, oraz wykrzykiwali w ich stronę wyzwiska[279][280]. Doszło do kilkudziesięciu poważnych incydentów, w tym uszkodzenia ciała i naruszenia nietykalności cielesnej. Wśród pokrzywdzonych osób była dwójka nastolatków, w tym jeden pobity dotkliwie[280].
- Marsz Równości w Olsztynie, od 2019 roku[281].
- Marsz Równości w Koszalinie, od 2019 roku[282], w tym pierwszy w Polsce marsz on-line[283].
- Marsz Równości w Gnieźnie, od 2019 roku[282].
- Marsz Równości w Kaliszu, od 2019 roku[284].
- Marsz Równości w Płocku, od 2019 roku[284].
- Marsz Równości w Gorzowie Wielkopolskim, od 2019 roku[284].

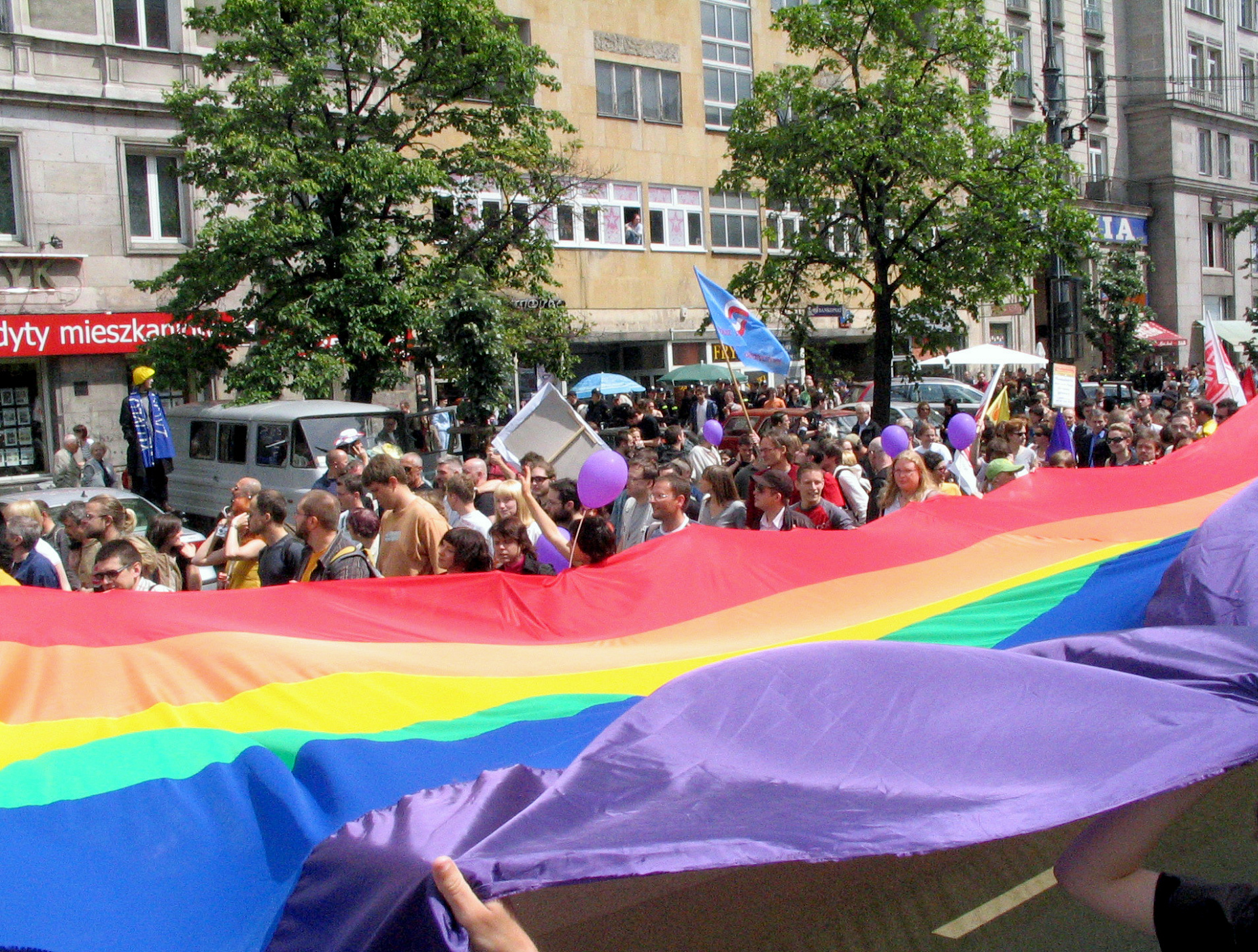
Parada Równości w Warszawie, 2006 r.
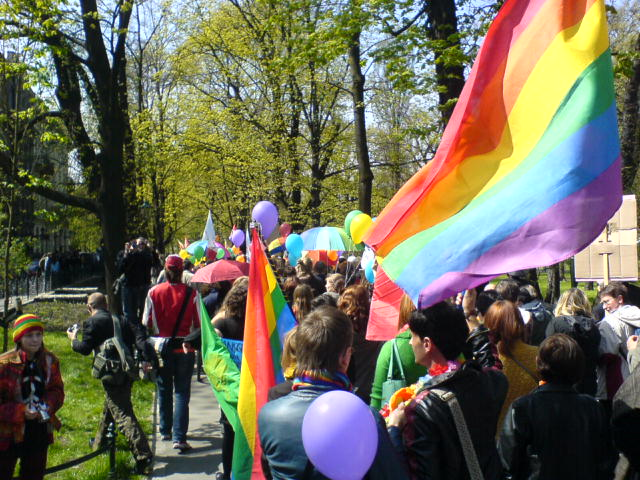
Marsz tolerancji w Krakowie, 2007 r.
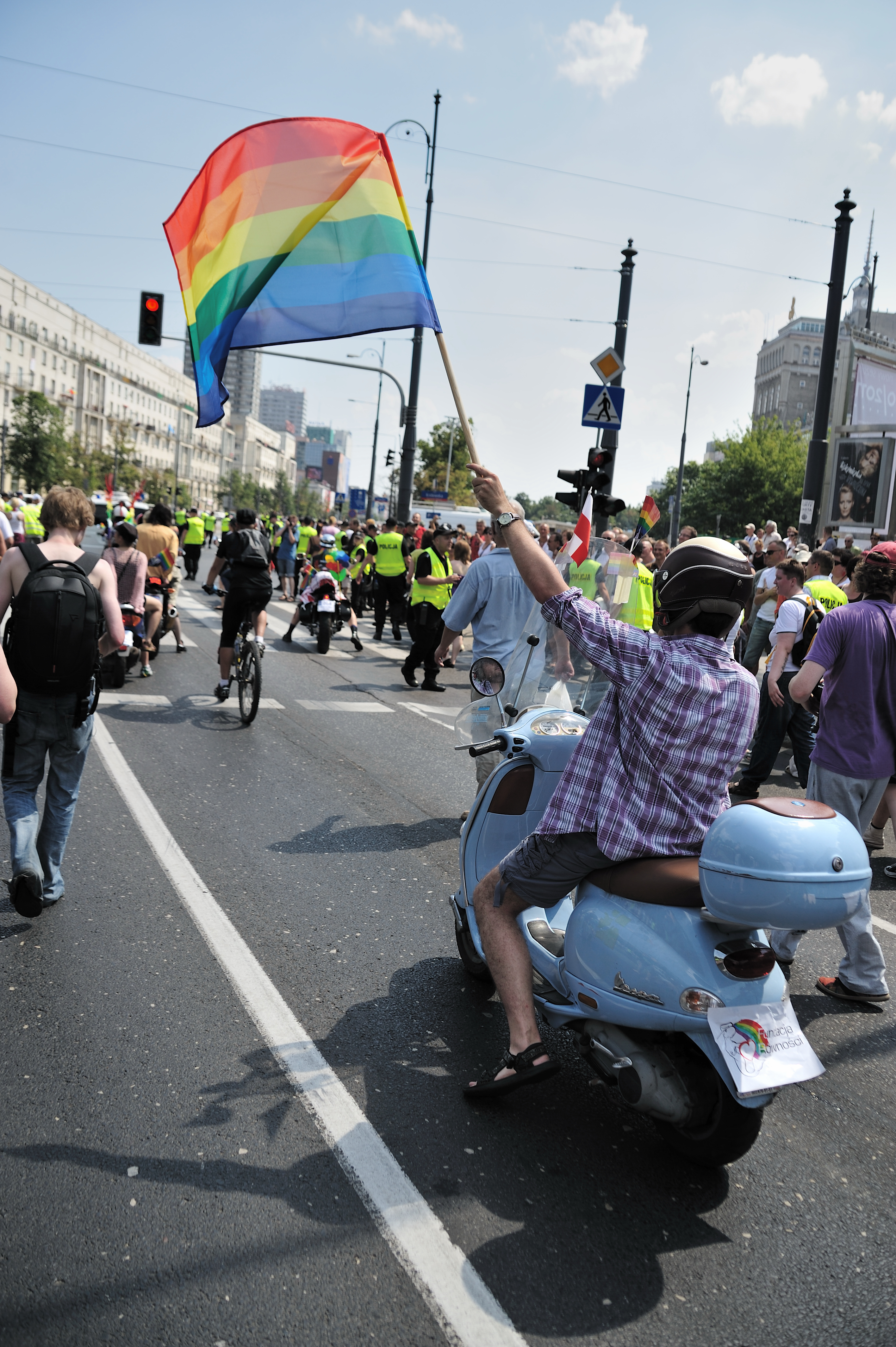
Europride w Warszawie, 2010 r.
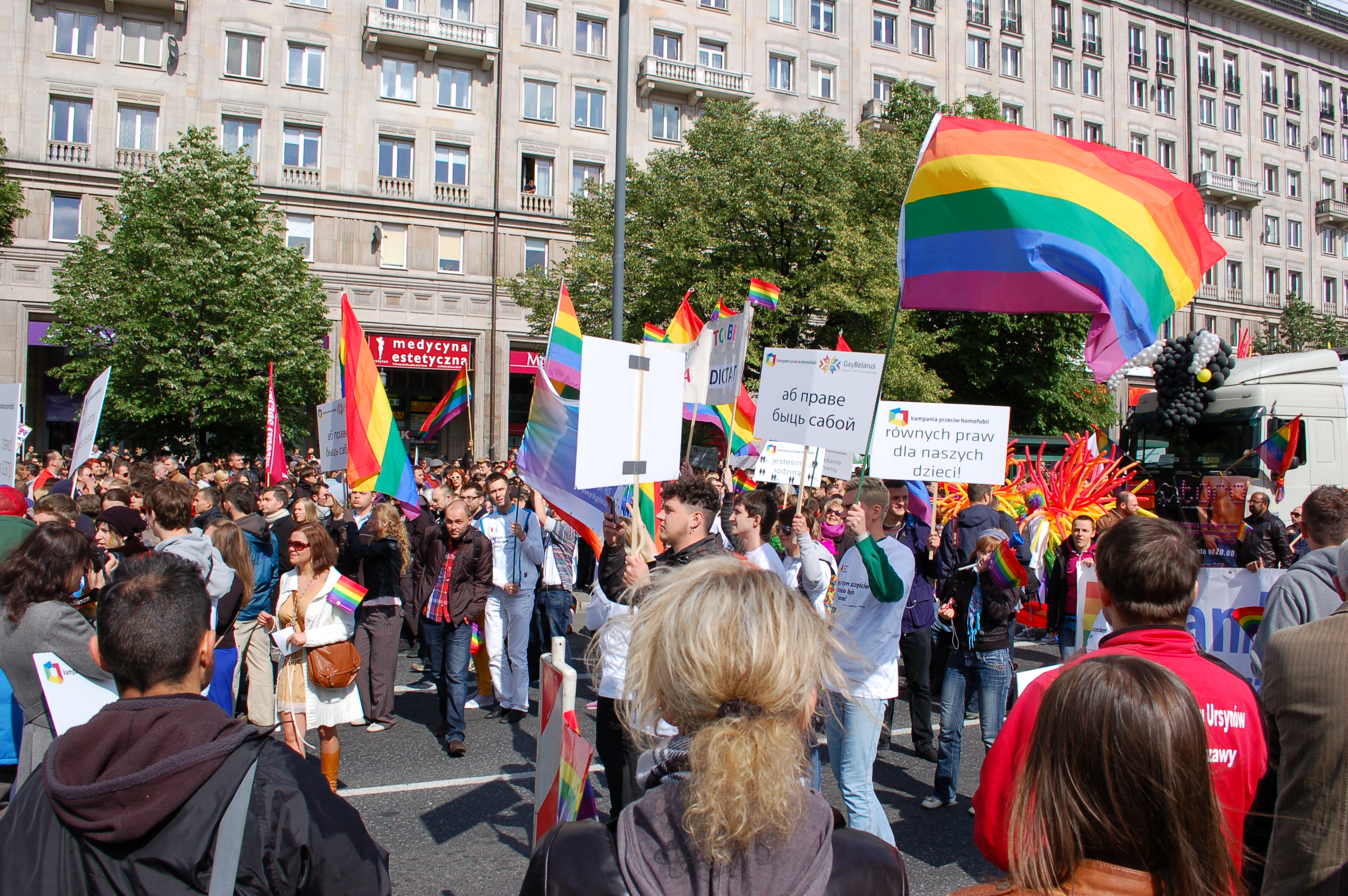
Parada równości w Warszawie, 2012 r.
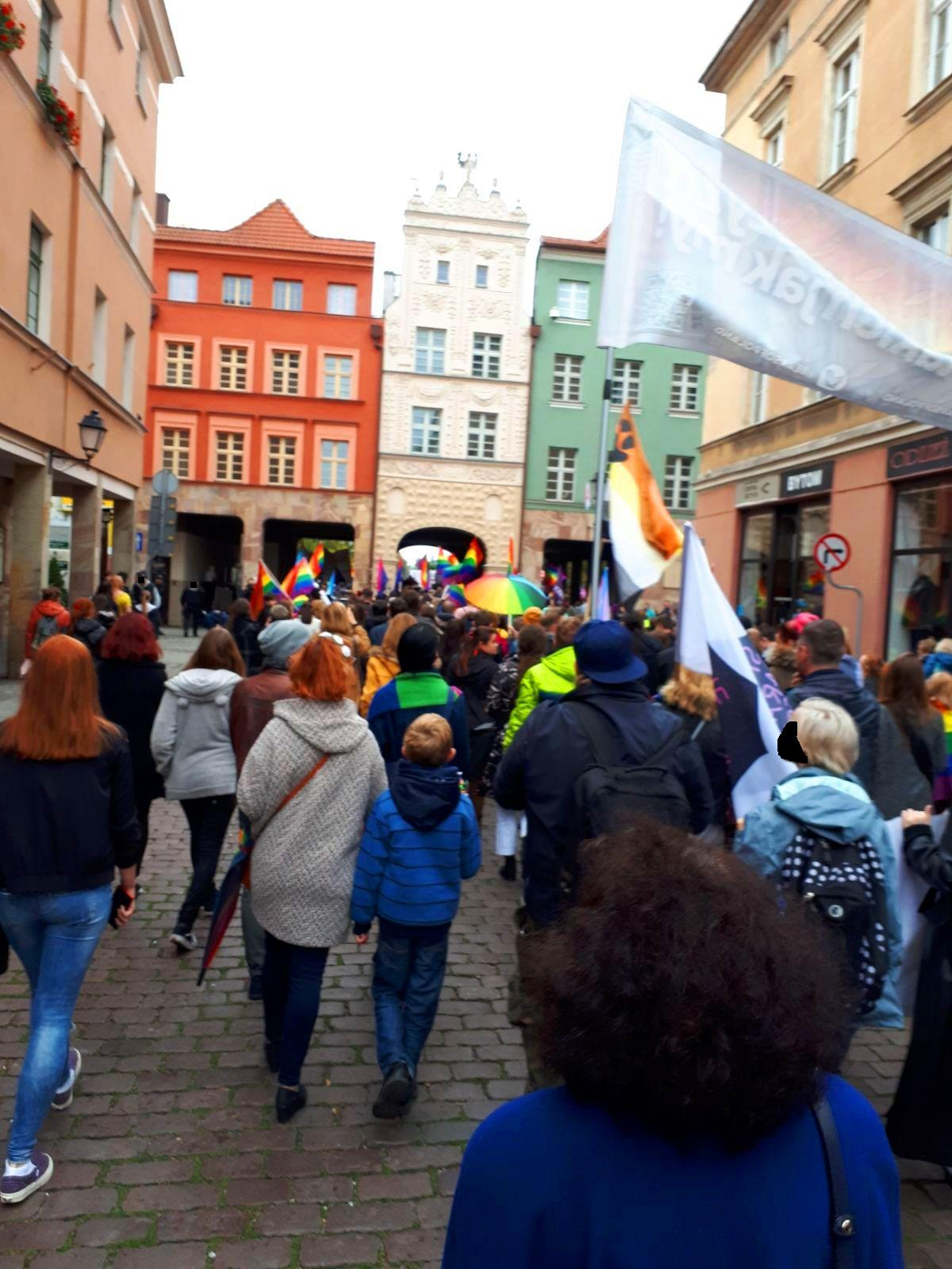
Marsz Równości w Toruniu, 2017 r.
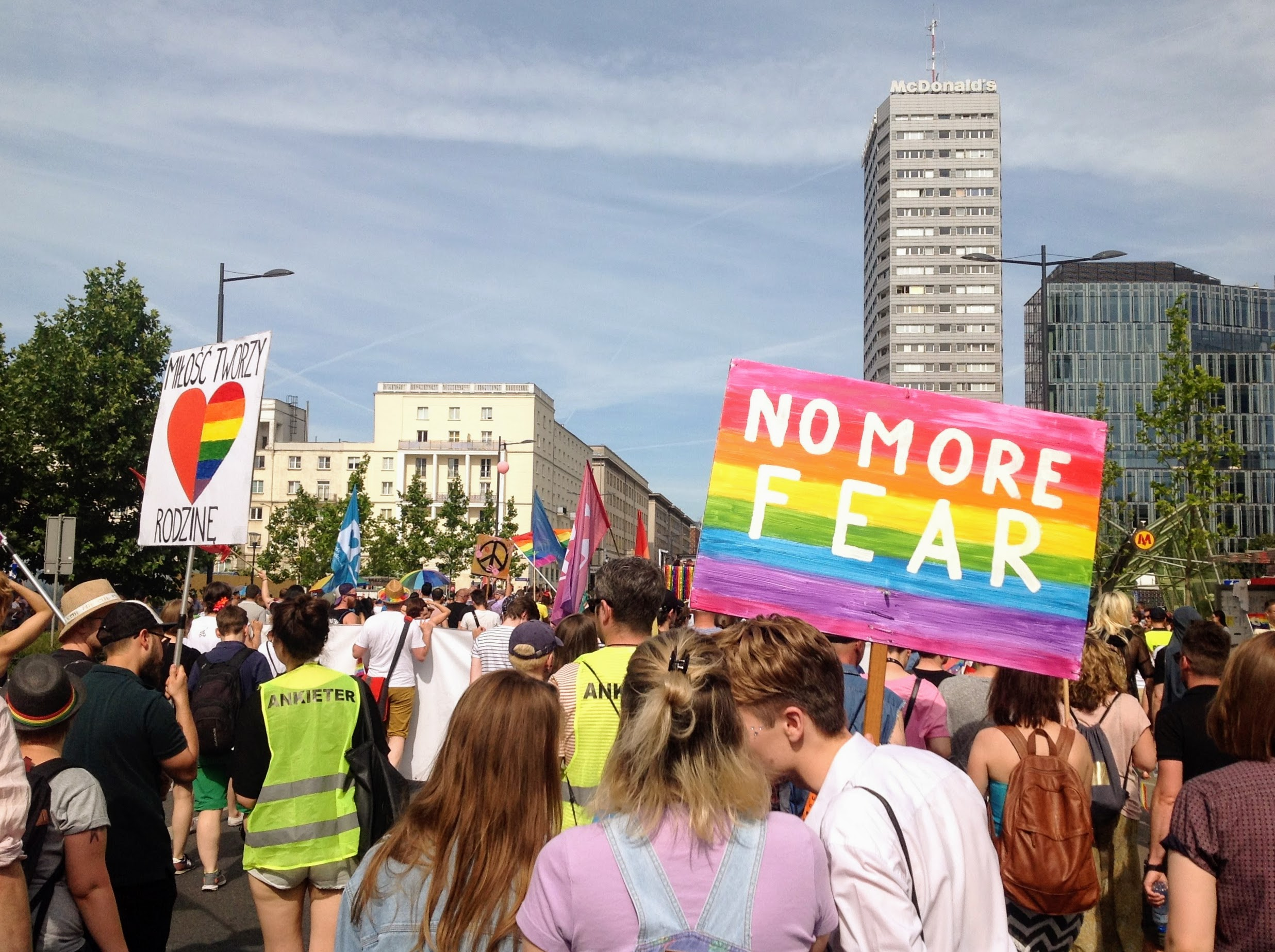
Parada równości w Warszawie, 2018 r.

W latach 2004 i 2005 prezydent Warszawy Lech Kaczyński zakazywał organizowania Parad Równości, jednak w 2004 roku przed ratuszem odbył się alternatywny Wiec Wolności, a w 2005 roku parada przeszła ulicami stolicy mimo formalnego zakazu, który w 2007 r. uznano za nielegalny, naruszający prawa człowieka.
Najliczniejszym marszem tego typu była parada w Warszawie w 2006, który według policji zgromadził 3000 uczestników, a według innych szacunków od kilku do 20 000 osób. W 2010 r. Warszawa była gospodarzem Europride (ogólnoeuropejskiego marszu równości). W warszawskiej Paradzie w 2016 wzięło udział ok. 35 000 osób, a w 2017 r. od ok. 15 000 (szacunki policji) do ok. 50 000 osób (według organizatorów).
W 2020 r. ze względu na pandemię COVID-19 niektóre marsze zorganizowano on-line. Pierwszym polskim marszem on-line był Marsz Równości w Koszalinie.

#### Wystawy
W 2010 r. odbyła się wystawa Ars Homo Erotica, w MNW, skupiająca się na polskich zbiorach. Wystawa ta była pierwszą wystawą sztuki homoerotycznej w Polsce, a przy tym w regionie Europy Środkowej i Wschodniej.

### Akcje społeczne

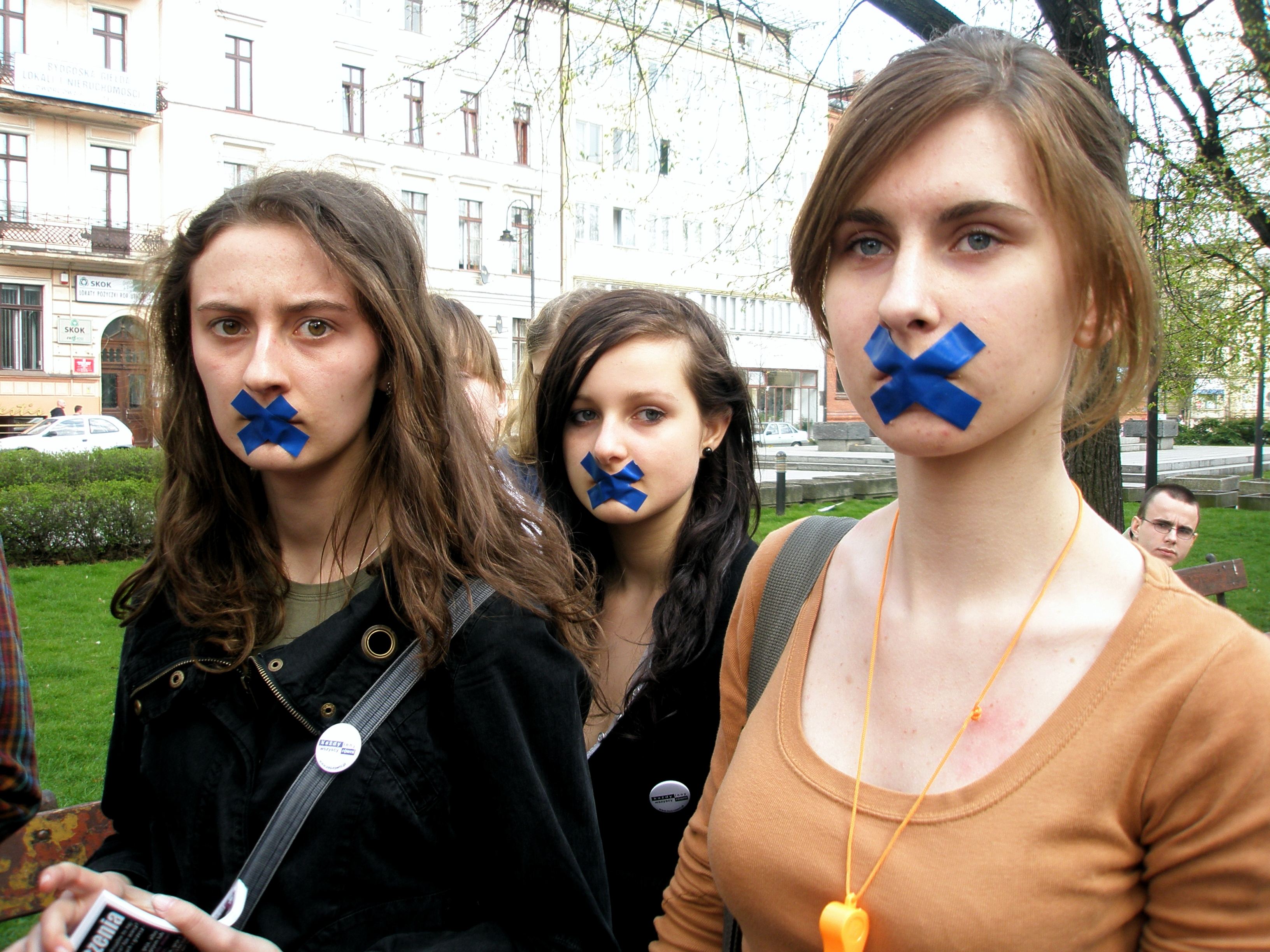
Obchody Dnia Milczenia w 2008 roku w Bydgoszczy.

Do akcji społecznych organizowanych przez społeczność osób LGBT należą m.in.:
- Dzień Milczenia (ang. Day of Silence, DoS), zapoczątkowany w 2006 r., jest organizowany z udziałem młodzieży szkolnej, uniwersyteckiej oraz nauczycieli jako protest przeciwko homofobii w szkołach. Uczestnicy akcji składają jednodniowe śluby milczenia, symbolicznie wyrażające ciszę, na jaką są skazane osoby LGBT będące ofiarami prześladowania, uprzedzeń i innych form dyskryminacji
- Coming Out Day (pol. Dzień coming-outu) – obchodzony od 2009 r. upamiętnia marsz w Waszyngtonie, w którym 500 000 uczestników domagało się równouprawnienia osób LGBT
- Już czas – kampania społeczna na rzecz równości małżeńskiej[291]
- Lekcja równości – strona przeznaczona dla nauczycieli, którzy w trosce o młodzież, którą uczą, chcą się dowiedzieć więcej o zjawisku przemocy homofobicznej w szkole[292]
- Międzynarodowy Dzień Walki z Homofobią – święto obchodzone corocznie 17 maja, połączone z pedagogicznymi akcjami społecznymi
- Najbliżsi obcy – kampania, w którą zaangażowała się też Telewizja Polska, mająca na celu przybliżenie dnia z życia dwóch młodych lesbijek oraz wyczulenie społeczeństwa na fakt, że w świetle polskiego prawa, osoby homoseksualne żyjące w związkach są wobec siebie obce[293]
- Ramię w ramię po równość – kampania, w której znani heteroseksualni sojusznicy osób LGBT mieli okazję wyrazić swoje poparcie dla postulatów równouprawnienia osób LGBT[294][295]
- Jeśli to słyszysz, jeśli to mówisz – kampania skierowana do osób LGBT doświadczających przemocy domowej, ale także do ich rodzin i bliskich, którzy często nieświadomie stają się sprawcami przemocy oraz świadków przemocy[296].

## Nauka

### Stowarzyszenia LGBT
Według stanu z kwietnia 2014 w polskim życiu akademickim istnieją dwa stowarzyszenia LGBT na polskich uczelniach wyższych: Queer UW na Uniwersytecie Warszawskim oraz TęczUJ na Uniwersytecie Jagiellońskim w Krakowie. Stowarzyszenia takie są w stanie zaadresować problemy na uczelni, np. przemoc słowną i psychiczną, nękanie. Obecna ustawa równościowa zakazuje nierównego traktowania w szkolnictwie wyższym z powodu np. koloru skóry czy narodowości, ale bez wzmianki o orientacji seksualnej.

### Przypadek Tomasza Kitlińskiego
Akademik LGBT Tomasz Kitliński stał się obiektem skrajnie prawicowej nagonki. Zwrócił on uwagę na to, że Przemysław Czarnek nie powinien otrzymać tytułu Amicis Universitatis Mariae Curie-Skłodowska UMCS w Lublinie, ze względu na otwartą nienawiść wobec licznych grup, w tym LGBT, a także brak zasług uzasadniających przyznanie nagrody wykraczających poza kompetencje wojewody. Rektor nie wziął tych uwag pod uwagę i Czarnek otrzymał nagrodę. Czarnek zgłosił słowa Kitlińskiego do prokuratury, zarzucając mu obrazę państwa. W obronie Kitlińskiego gazeta Morning Star rozpoczęła zbieranie podpisów pod petycją wzywającą do zaprzestania skrajnie prawicowych uprzedzeń na polskich uniwersytetach. W obronie Kitlińskiego stanęli również przedstawiciele pro-demokratycznego Komitetu Obrony Demokracji oraz antyfaszystowskiej organizacji Obywatele RP.

### Bezpieczeństwo studentów
W 2020 grupa 45 europarlamentarzystów wystosowało list do polskich uniwersytetów domagający się zadbania o prawa studentów i studentek LGBTI. Wyrażono głębokie zaniepokojenie polskimi „strefami wolnymi od LGBT” i podkreślono, że negatywnie wpływa to na życie polskich, jak i zagranicznych studentów i studentek, przebywających w Polsce na Erasmusie. Wezwano do stanowczego potępienia „stref wolnych” oraz podjęcia wszelkich niezbędnych środków, aby zagwarantować bezpieczne środowisko, w którym wszyscy studenci mogą rozwijać się intelektualnie.

## Sport
W Polsce funkcjonują kluby i drużyny zorganizowane przez osoby LGBT. Należą do nich:
- Chilli Katowice (klub siatkarski, tenisa i tańca), powstały w 2009[307] i organizujący międzynarodowy turniej ChilliTennisOpen[308][309],
- Krakowski Klub Sportowy Krakersy (siatkówka i inne sporty)[310]
- Warszawski Klub Piłki Siatkowej Volup (siatkówka oraz drużyna badmintona)[311]
- Wrocławski Turniej WrocLove[312]

Osoby LGBT w Polsce organizują też turnieje i inne imprezy sportowe, m.in. piłki nożnej kobiet.

## Życie religijne

### Reformowany Kościół Katolicki
Reformowany Kościół Katolicki jest prawdopodobnie jedynym w Polsce wpisanym do Rejestru kościołów i innych związków wyznaniowych przez MSWiA, w którym osoby homoseksualne mogą zawrzeć małżeństwo. Muszą posiadać sakrament bierzmowania (Kościoła Rzymskokatolickiego lub RKK w Polsce) i przynajmniej od około pół roku uczestniczyć w niedzielnych liturgiach organizowanych przez wspólnotę w którymś z miast, np. w Poznaniu lub Wrocławiu. W swoim nauczaniu, Kościół kieruje się zasadą „Otwarte serca, Otwarte umysły”.

### Zjednoczony Ekumeniczny Kościół Katolicki
Zjednoczony Ekumeniczny Kościół Katolicki (dawniej: Wolny Kościół Reformowany) udzielał błogosławieństw parom osób tej samej płci. Od kwietnia 2019 Zjednoczony Ekumeniczny Kościół Katolicki nie prowadzi już działalności.

### Judaizm
W Polsce judaizm reformowany już od lat 90. XX wieku oficjalnie wspiera małżeństwa tej samej płci, a konserwatywny ogłosił swe poparcie w 2006 r. Rabini i rabinki nurtów reformowanych i rekonstrukcjonistycznych od wielu lat udzielają religijnych małżeństw pod chupę dla par o tej samej płci, w nurcie konserwatywnym zależy ono od osobistego stanowiska w tej kwestii konkretnego rabina lub rabinki.

### Wiara i tęcza
Wierzące osoby LGBT zrzeszają się też za pośrednictwem fundacji Wiara i Tęcza. Dąży ona do stworzenia przyjaznego środowiska, w którym polscy chrześcijanie LGBTQ będą czuć pełną akceptację (również ze swoją seksualnością) i w którym będą mogli rozwijać swoją wiarę i życie duchowe.

### Kultura
- Krzysztof Tomasik, Krzysztof Zabłocki, Marcin Pietras, Marcin Teodorczyk, Michał Minałto, Wojciech Szot, Yga Kostrzewa: HomoWarszawa. Przewodnik kulturalno-historyczny. Warszawa: Abiekt.pl, Stowarzyszenie Lambda Warszawa, Stowarzyszenie Otwarte Forum, 2009. ISBN 978-83-926968-1-0. Brak numerów stron w książce
- Paweł Leszkowicz: Ars Homo Erotica. CePed. ISBN 978-83-931029-0-7. Brak numerów stron w książce

### Biografie
- Krzysztof Tomasik: Homobiografie. Warszawa: Wydawnictwo Krytyki Politycznej, 2014. ISBN 978-83-6468-222-3. Brak numerów stron w książce

### Historia
- Tomasz Nastulczyk, Piotr Oczko: Homoseksualność staropolska. Kraków: Collegium Columbinum, 2012. ISBN 978-83-7624-097-8. Brak numerów stron w książce
- Cena Odmienności. W: Kamil Janicki: Epoka hipokryzji. Seks i erotyka w przedwojennej Polsce. Kraków: CiekawostkiHistoryczne.pl, 2015, s. 359–400.
- Krzysztof Tomasik: Gejerel. Mniejszości seksualne w PRL-u. Warszawa: Wydawnictwo Krytyki Politycznej, 2012. ISBN 978-83-62467-54-9. Brak numerów stron w książce
- Andrzej Selerowicz: Kryptonim „Hiacynt”. Kraków: Queermedia, 2015. ISBN 978-83-935246-5-5. Brak numerów stron w książce
- 2012 Kłopoty z seksem w PRL (rozdział: Początki ruchu gejowskiego w Polsce 1981–1990), praca zbiorowa pod red. Marcina Kuli, Wydawnictwa Uniwersytetu Warszawskiego i Instytut Pamięci Narodowej, Warszawa, ISBN 978-83-235-0964-6.

### Współczesność
- Joanna Mizielińska, Marta Abramowicz, Agata Stasińska, Rodziny z wyboru w Polsce. Życie rodzinne osób nieheteroseksualnych, wyd. 1, Warszawa: Instytut Psychologii Polskiej Akademii Nauk, 2014, ISBN 978-83-939589-3-1.
- Krzysztof Śmiszek, Dyskryminacja ze względu na orientację seksualną i tożsamość płciową w zatrudnieniu, wyd. 1, Warszawa: Kampania Przeciw Homofobii, 2011, ISBN 978-83-930480-3-8 [zarchiwizowane z adresu 2011-12-19]. Brak numerów stron w książce
- Karolina Brzezińska i inni, Poradnik prawny dla osób LGBT, 2014, ISBN 978-83-923420-4-5 [zarchiwizowane z adresu 2015-05-17]. Brak numerów stron w książce
- Agata Chaber, Wpływ ruchów skrajnych na sytuację osób LGBT w Polsce, 2013, ISBN 978-83-64083-12-9. Brak numerów stron w książce
- Mirosława Makuchowska, Michał Pawlęga, Sytuacja społeczna osób LGBT. Raport za lata 2010 i 2011, 2012, ISBN 978-83-933619-0-8 [zarchiwizowane z adresu 2013-05-29]. Brak numerów stron w książce
- Małgorzata Kotowska, Zgłaszam problem. Rzeczywistość osób homo- i biseksualnych w Polsce, 2011, ISBN 978-83-923420-2-1 [zarchiwizowane z adresu 2013-04-20]. Brak numerów stron w książce
- Greg Czarnecki (red.), Raport o homofobicznej mowie nienawiści w Polsce, 2009, ISBN 978-83-924950-6-2 [zarchiwizowane z adresu 2016-03-04]. Brak numerów stron w książce
- Aleksandra Gliszczyńska-Grabias, Dominika Bychawska-Siniarska, Jak traktujemy osoby LGBT? Raport Agencji Praw Podstawowych Unii Europejskiej, „Kwartalnik o prawach człowieka”, wrzesień 2013, s. 7–9, ISSN 2300-2891.
- Joanna Mizielińska, Marta Abramowicz, Agata Stasińska, Rodziny z wyboru w Polsce. Życie rodzinne osób nieheteroseksualnych, wyd. 1, Warszawa: Instytut Psychologii Polskiej Akademii Nauk, 2014, ISBN 978-83-939589-3-1. Brak numerów stron w książce
- Krzysztof Śmiszek, Dyskryminacja ze względu na orientację seksualną i tożsamość płciową w zatrudnieniu, wyd. 1, Warszawa: Kampania Przeciw Homofobii, 2011, ISBN 978-83-930480-3-8 [zarchiwizowane z adresu 2011-12-19]. Brak numerów stron w książce
- Roman Grzejszczak i inni, Sytuacja prawna osób transpłciowych w Polsce. Raport z badań i propozycje zmian, Wiktor Dynarski, Krzysztof Śmiszek (red.), Fundacja Trans-Fuzja, Polskie Towarzystwo Prawa Antydyskryminacyjnego, 2013, ISBN 978-83-929959-5-1. Brak numerów stron w książce
- Paulina Górska, Magdalena Budziszewska, Paweł Knut, Piotr Łada: Hate no more. Raport o Polsce. Warszawa: Kampania Przeciw Homofobii, 2016. ISBN 978-83-944839-1-3. OCLC 968522487. Brak numerów stron w książce
- Michał Pawlęga (red.), Szkoła bez homofobii, Warszawa: Stowarzyszenie Lambda-Warszawa, 2016, ISBN 978-83-923420-6-9 [zarchiwizowane z adresu 2017-01-16]. Brak numerów stron w książce
- Polskie Towarzystwo Seksuologiczne, Stanowisko Polskiego Towarzystwa Seksuologicznego w sprawie związków i rodzicielstwa osób homoseksualnych i biseksualnych, 2018. Brak numerów stron w książce
- Polskie Towarzystwo Seksuologiczne, STANOWISKO PTS WS SYTUACJI SPOŁECZNEJ, ZDROWOTNEJ I PRAWNEJ OSÓB TRANSPŁCIOWYCH, 2018. Brak numerów stron w książce